# Plateau d'Albion
Il Plateau d'Albion è un vasto altopiano carsico alto mediamente 850 m s.l.m., situato nel sud-est della Francia, che si frappone, collegandoli, tra il Mont Ventoux e la Montagna di Lura. La sua superficie ammonta a 49.080 ha. Dal 1971 al 1996 ospitò una base di lancio di missili nucleari.

## Toponimia
Fu la terra delle popolazioni celto-liguri degli Albiensi che gli diedero il nome e che facevano parte della federazione degli Albici. In provenzale classico il suo nome è Plan d'Aubion, mentre nella versione mistraliana esso prende il nome di Plan d'Aubioun.

## Geografia fisica

### Geologia
Nel Giurassico si vennero depositando alternativamente strati di calcare, marne e argille che formarono, per uno spessore di oltre 1000 metri, la placca di base. L'altopiano è quindi situato su un substrato calcareo a facies urgoniane (Cretaceo) le quali si presentano oggi come un modellato carsico, con karren, numerose cavità sotterranee e doline.
Gli strati più recenti e più vicini alla superficie consistono prevalentemente in sedimenti dell'Aptiano e calcareniti del Barremiano, ricoperte a loro volta da coltri di materiale colluviale e alluvionale di natura silicea, nonché da argille di decalcificazione (Quaternario).

### Idrologia
Il Plateau d'Albion, traforato da innumerevoli cavità, è un immenso bacino acquifero che collega le pendici orientali del Mont Ventoux alla Montagna di Lura. I corsi d'acqua ipogei alimentano diverse sorgenti e risorgive, di cui la più nota è Fontaine-de-Vaucluse. E le più profonde cavità (ne sono state individuate oltre 200, tramite i loro sbocchi in superficie) sono la grotta di Jean Nouveau, con il suo pozzo verticale di accesso di 168 metri, e la grotta di Autran; ambedue raggiungono e superano la profondità di 600 metri.

## Geografia politica

### Suddivisione amministrativa
L'altopiano si estende in tre Dipartimenti: Vaucluse, Drôme e Alpes-de-Haute-Provence ed appartiene alla Regione Provenza-Alpi-Costa Azzurra. Esso è suddiviso amministrativamente in 7 comuni:

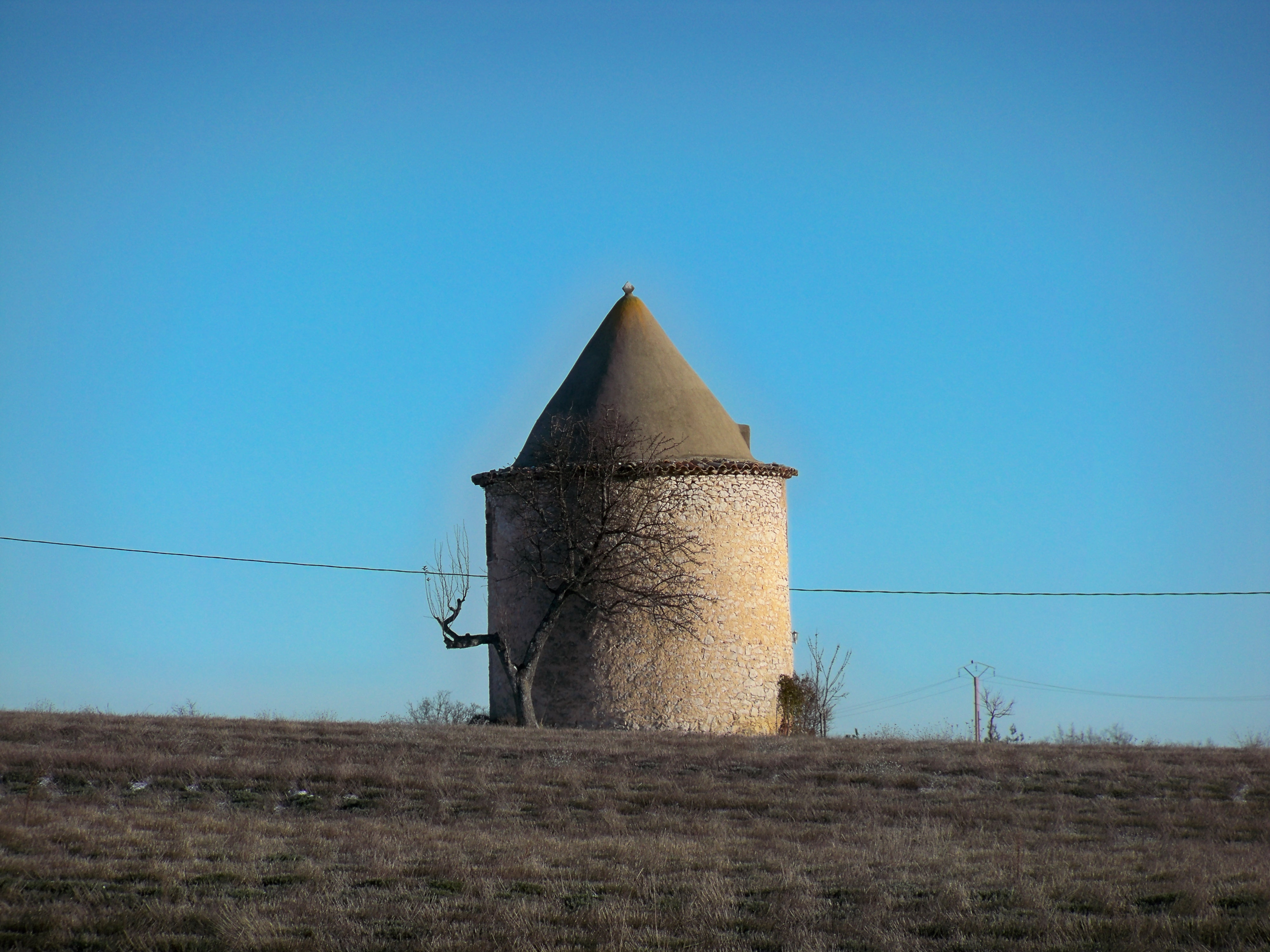
Antico mulino a vento a Revest.

1. Sault, (Vaucluse) il centro abitato più importante, ab. 1.402.
2. Ferrassières, (Drôme), ab. 119.
3. Aurel, (Vaucluse), ab. 190.
4. Revest-du-Bion, (Alpes-de-Haute-Provence), ab. 570.
5. Saint-Trinit, (Vaucluse), ab. 128.
6. Simiane-la-Rotonde, (Alpes-de-Haute-Provence), ab. 586.
7. Saint-Christol, (Vaucluse), ab. 1.282.

La popolazione complessiva ammonta pertanto a 4.277 abitanti (2011).

### Attività economiche
Per la maggior parte gli abitanti dell'altopiano sono dediti all'agricoltura, che vede in primo luogo la coltivazione della Lavanda, con 4.500 ha coltivati.

Da essa deriva sia la produzione di miele che quella di essenza da profumo.
Si affianca la produzione di cereali, fra i quali spicca il Farro in diverse varietà.

Molto attivo e conosciuto è l'allevamento di capre e pecore, e quindi la produzione di formaggi freschi tipici locali.
Il turismo è essenzialmente esplicato nei campeggi, specie per base d'escursioni, ma è il turismo speleologico che caratterizza in particolare questo territorio.

## Uso della superficie
- Superficie a boschi: 52% (pari a 25.320 ha)
- Superficie ad arbusteti: 23%
- Superficie agricola: 22%
- Superficie urbanizzata o rocciosa: 3%

## La Flora
Si elencano qui le specie più rappresentative e diffuse.

### Alberi e arbusti
- Quercus pubescens (Fagaceae) - Roverella
- Quercus petraea (Fagaceae) - Rovere
- Fagus sylvatica (Fagaceae) - Faggio
- Populus tremula (Salicaceae) - Pioppo tremulo
- Betula sp. (Betulaceae) - Betulla
- Pinus silvestris (Pinaceae) - Pino silvestre
- Pinus pinaster (Pinaceae) - Pino marittimo o Pinastro
- Castanea sativa (Fagaceae) - Castagno
- Cytisus scoparius (Papilionaceae) - Ginestra dei carbonai
- Calluna vulgaris (Ericaceae) - Brugo

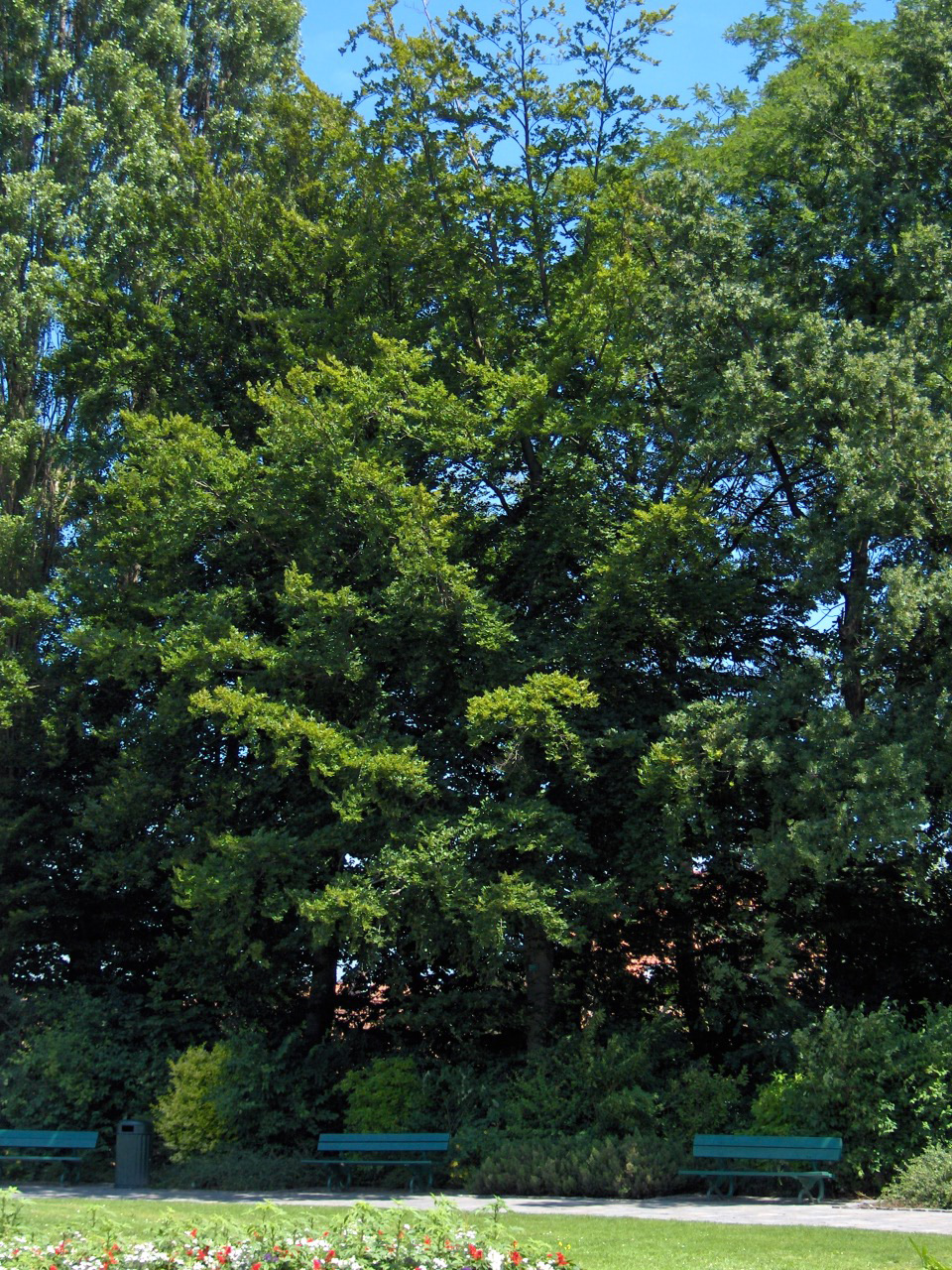
Faggio
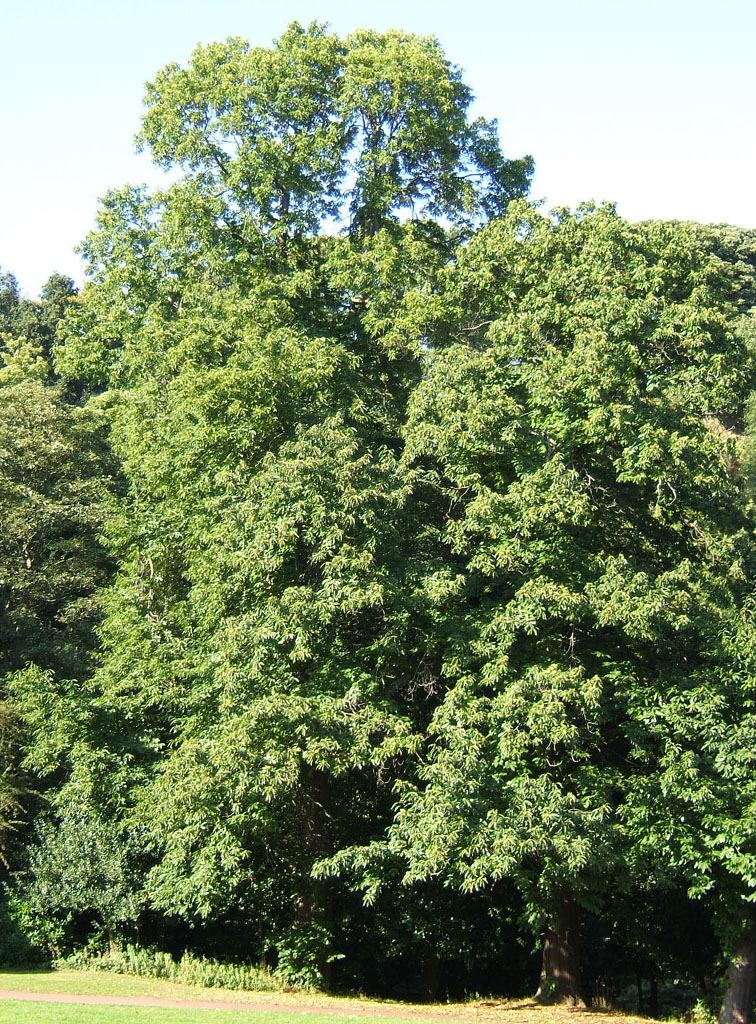
Castagno
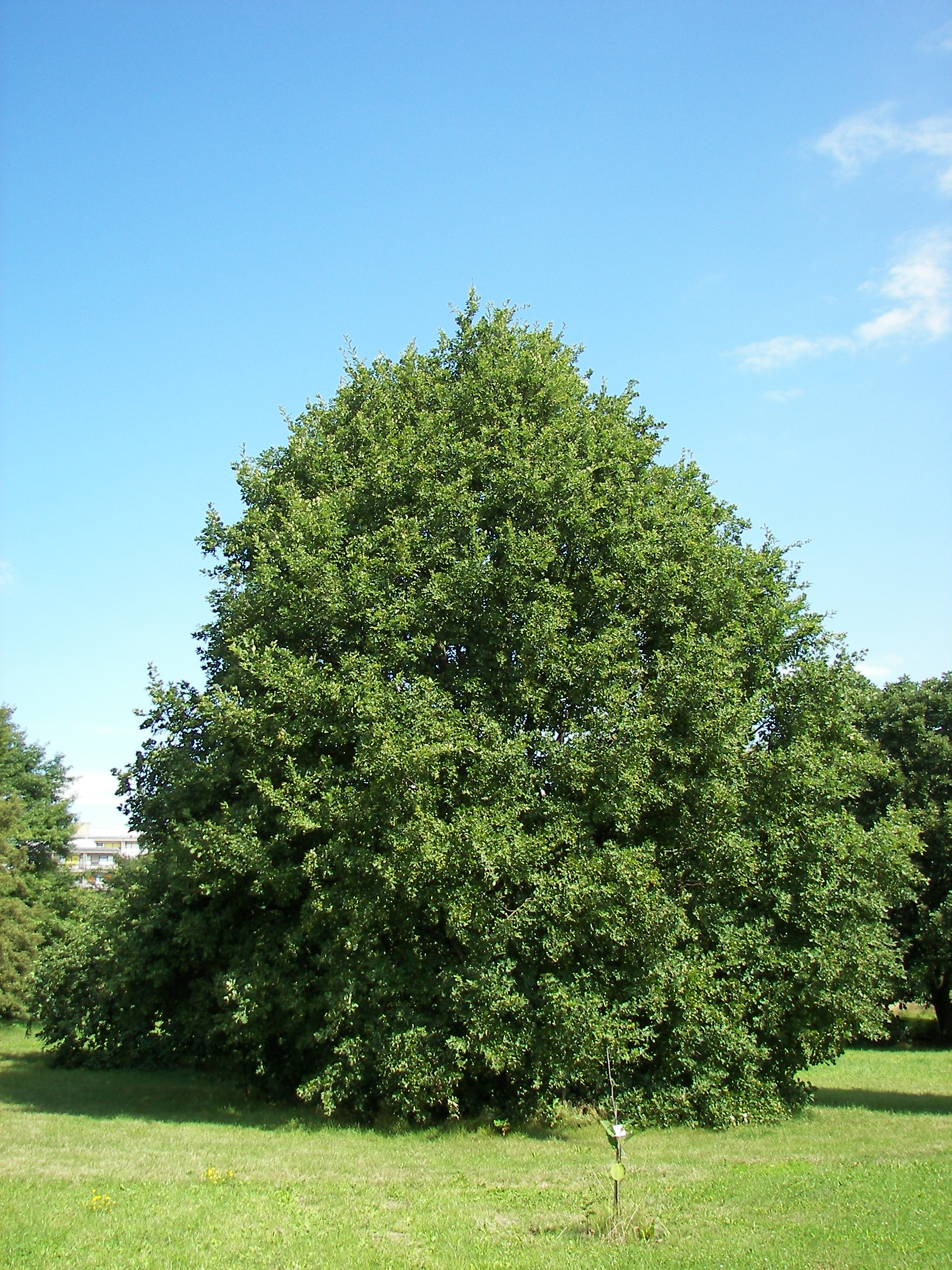
Rovere
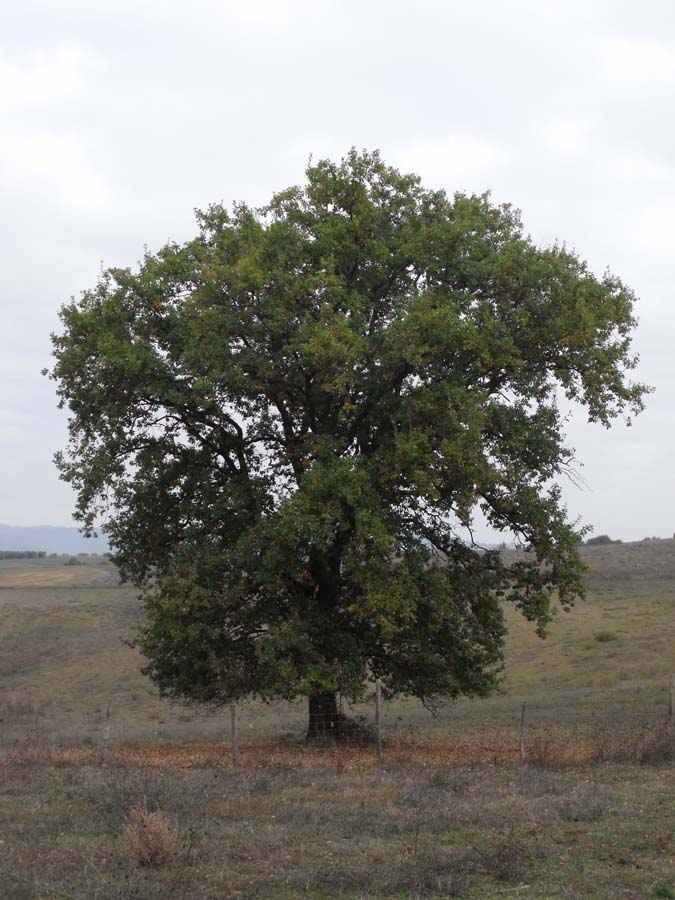
Roverella
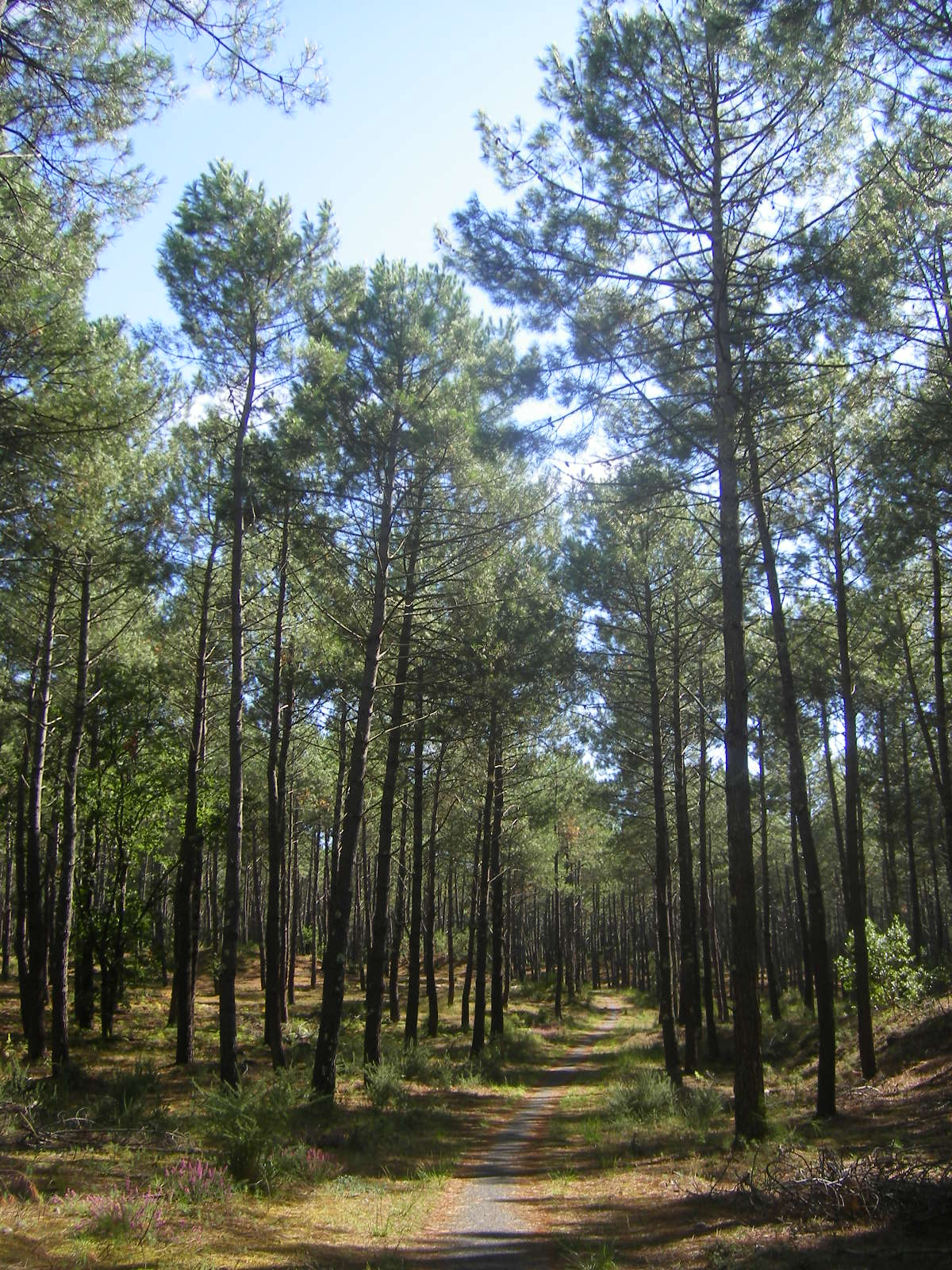
Pino marittimo
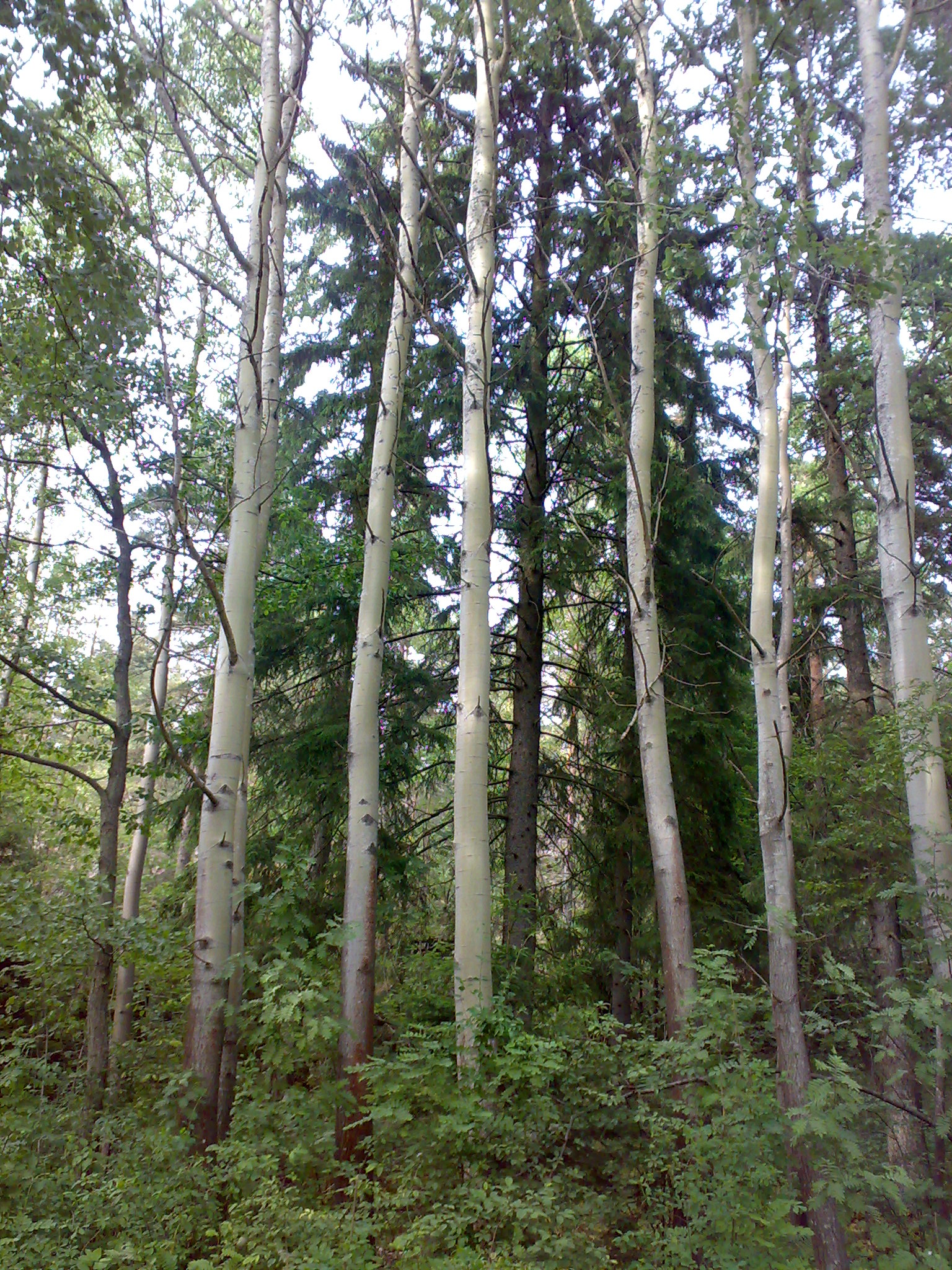
Pioppo tremulo
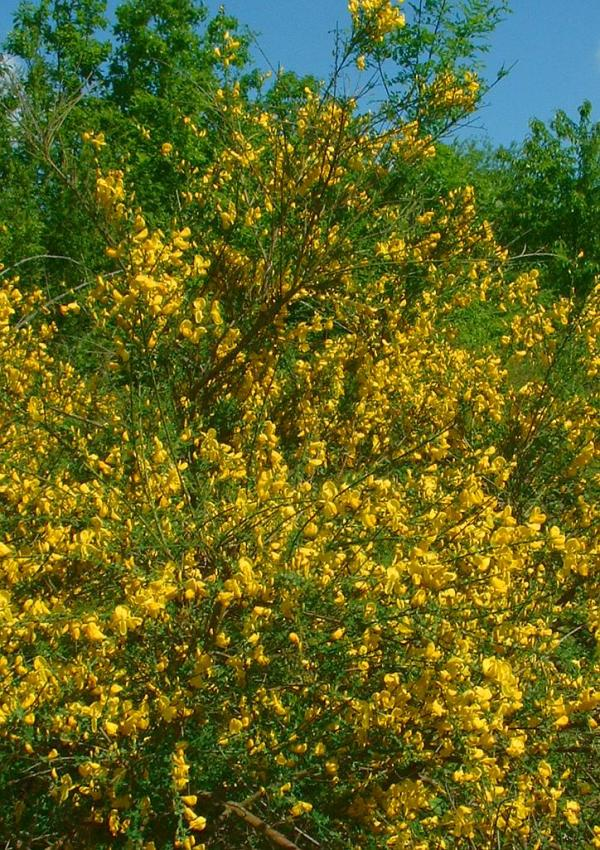
Ginestra dei carbonai
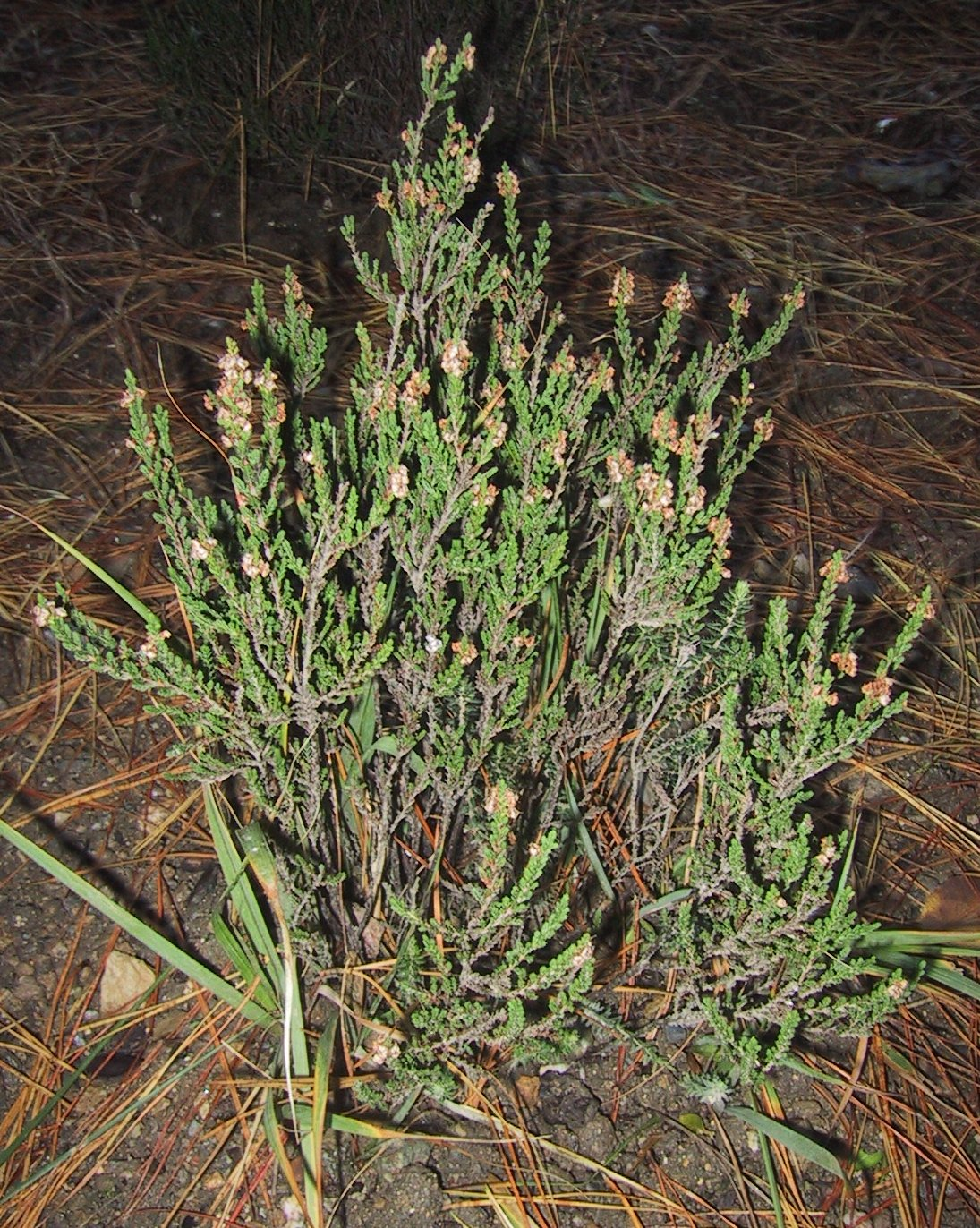
Brugo

### Erbacee
- Bromus erectus (Poaceae) - Bromo
- Danthonia decubens (Poaceae) - Dantonia
- Ventenata dubia (Poaceae)
- Androsace maxima (Primulaceae) - Androsace campestre
- Agrostemma githago (Caryophyllaceae) - Gittaione
- Vaccaria hispanica (Caryophyllaceae) - Saponaria delle vacche
- Bupleurum rotundifolium (Apiaceae)
- Polycnenum majus (Chenopodiaceae)
- Asperula sp. (Rubiaceae) - Asperula
- Galium tricornutum (Rubiaceae)

- Gacea sp. (Liliaceae) - Cipollaccio
- Thymus vulgaris (Lamiaceae) - Timo comune
- Lavandula angustifolia (Lamiaceae) - Lavanda
- Genista cinerea (Leguminosae) - Ginestrella
- Ononis spinosa (Fabaceae) - Arrestabue
- Cistus monspeliensis (Cistaceae) - Cisto bianco
- Adonis flammea (Ranunculaceae) - Adonis
- Camelina microcarpa (Brassicaceae)
- Ophioglossum vulgatum (Ophioglossaceae) (Pteridophyta) - Ofioglosso

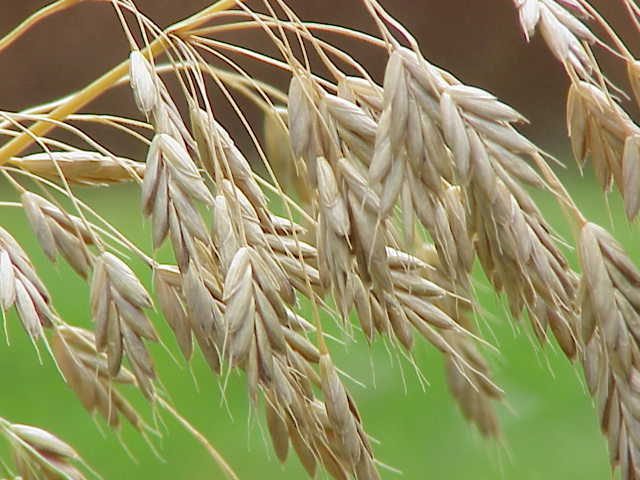
Bromo
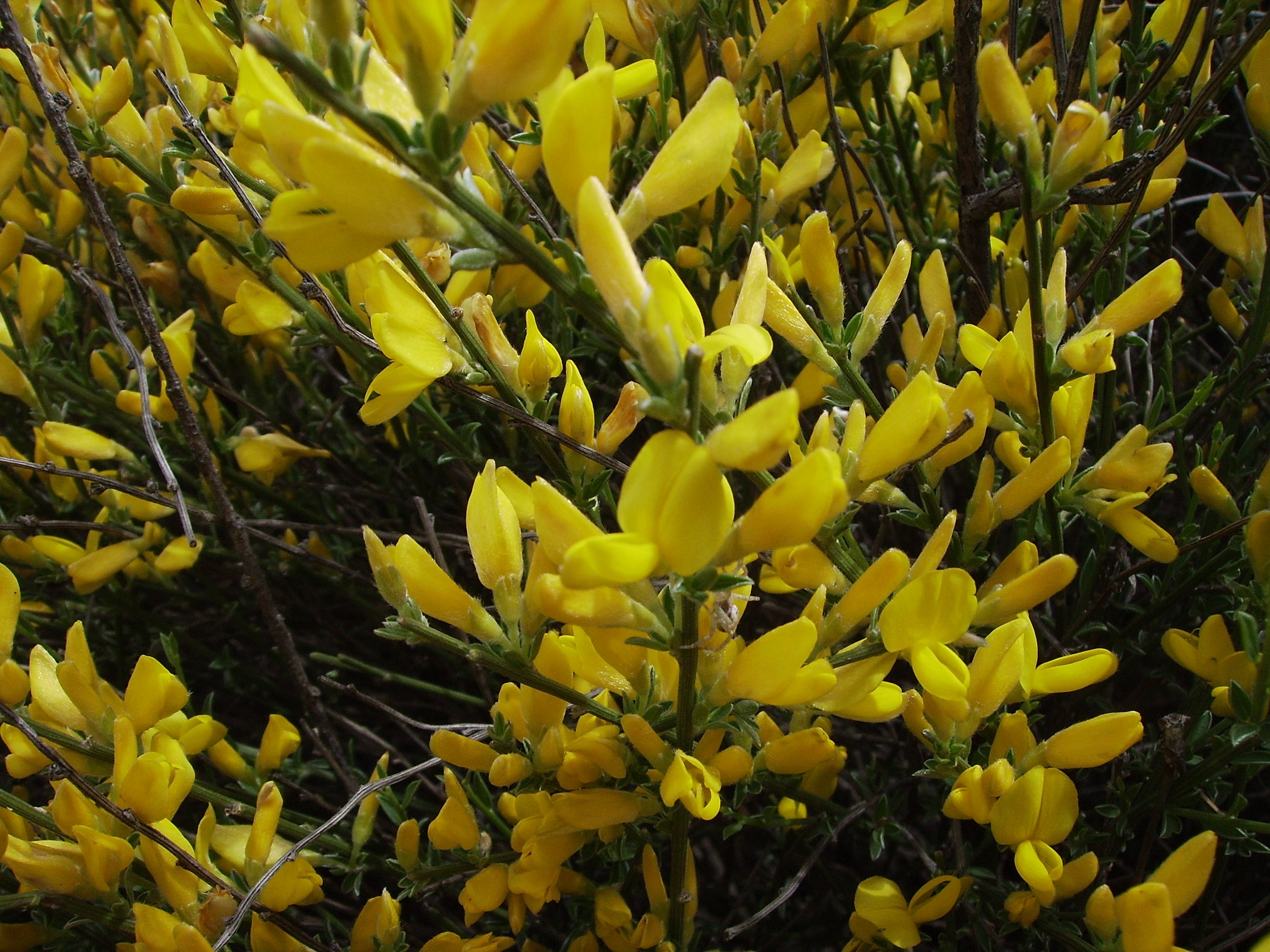
Ginestrella
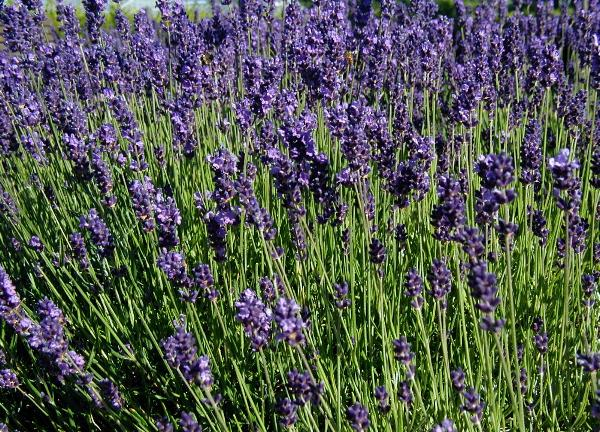
Lavanda
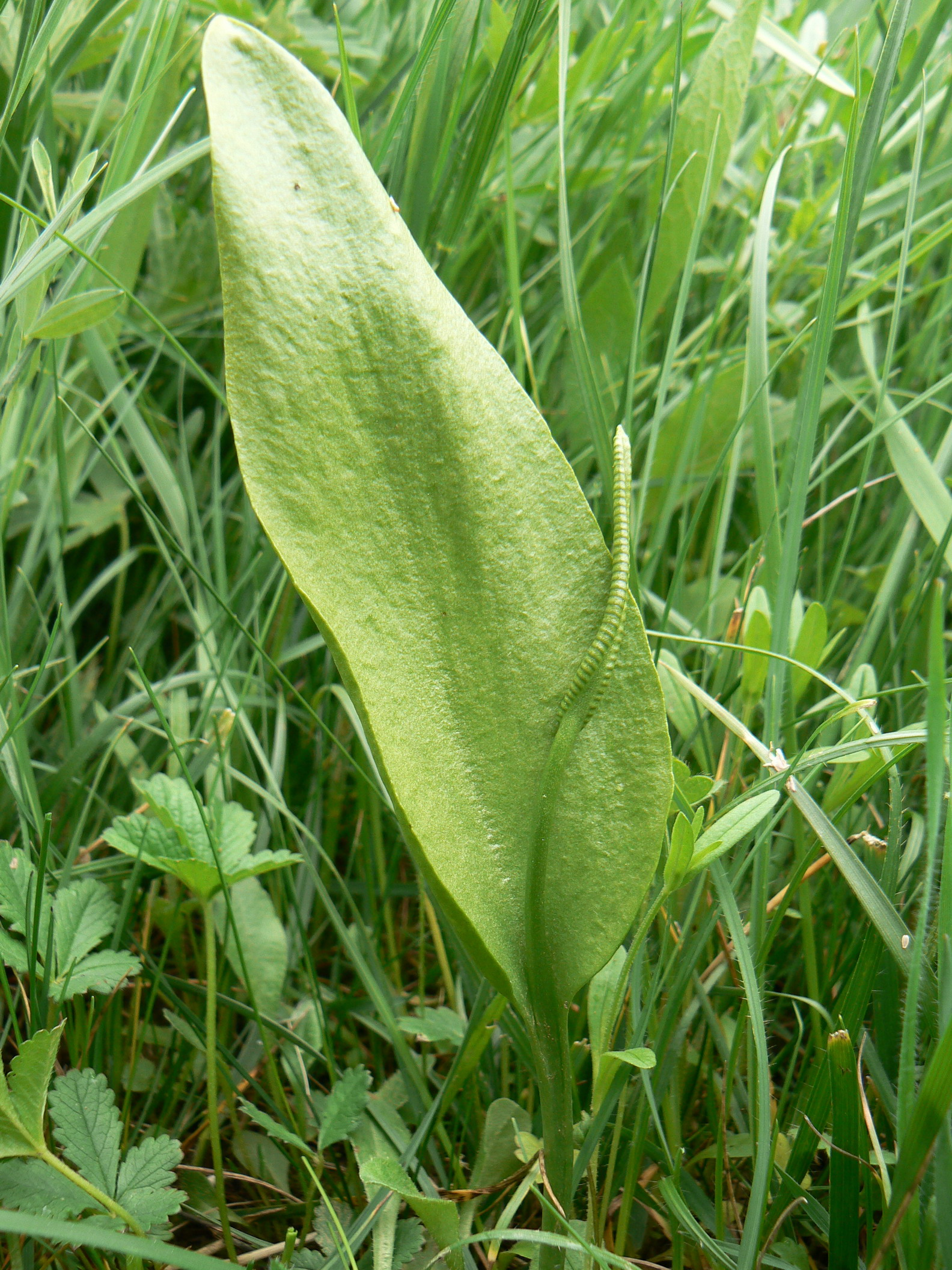
Ofiogrosso di palude (felce)
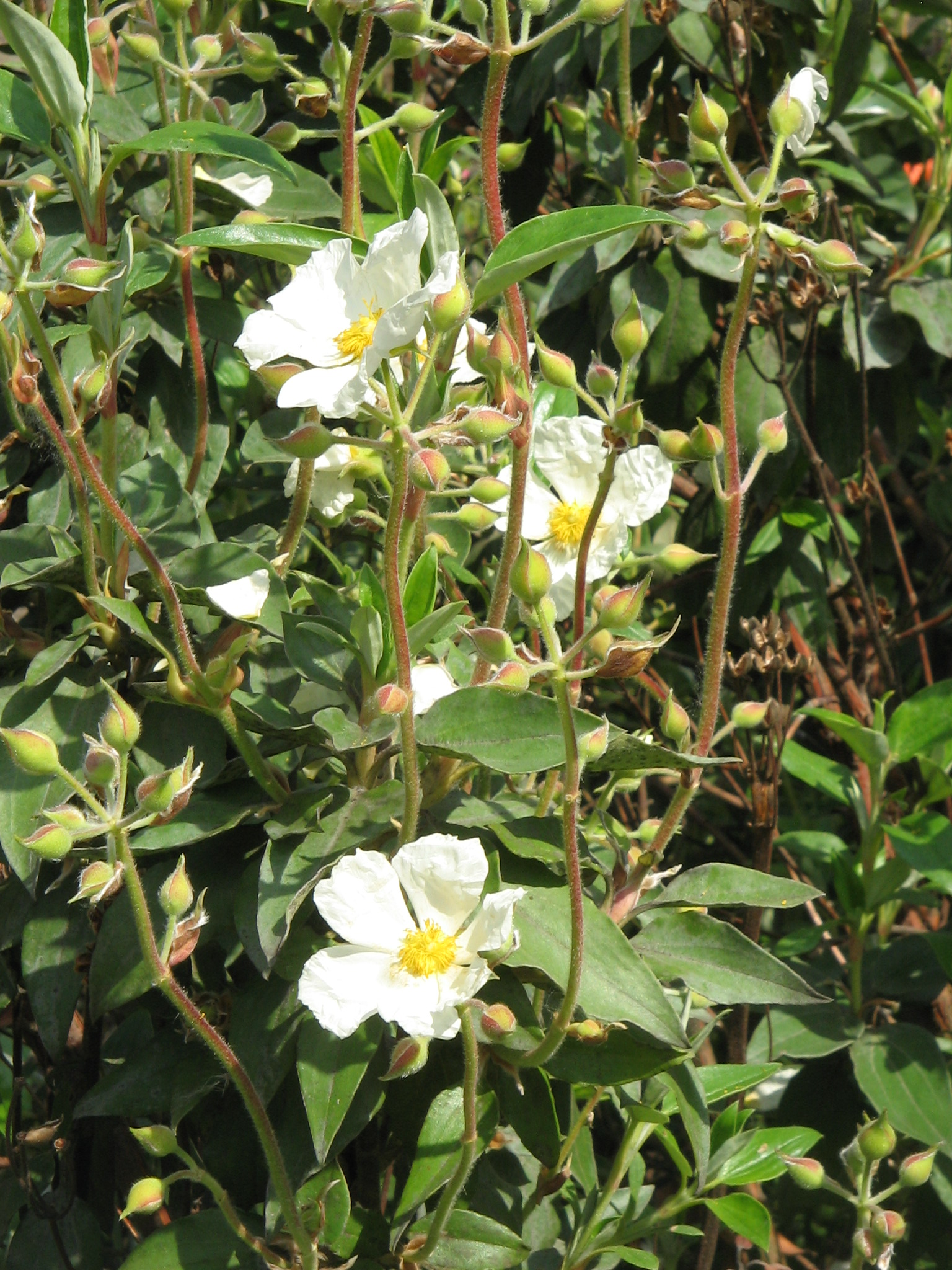
Cisto bianco
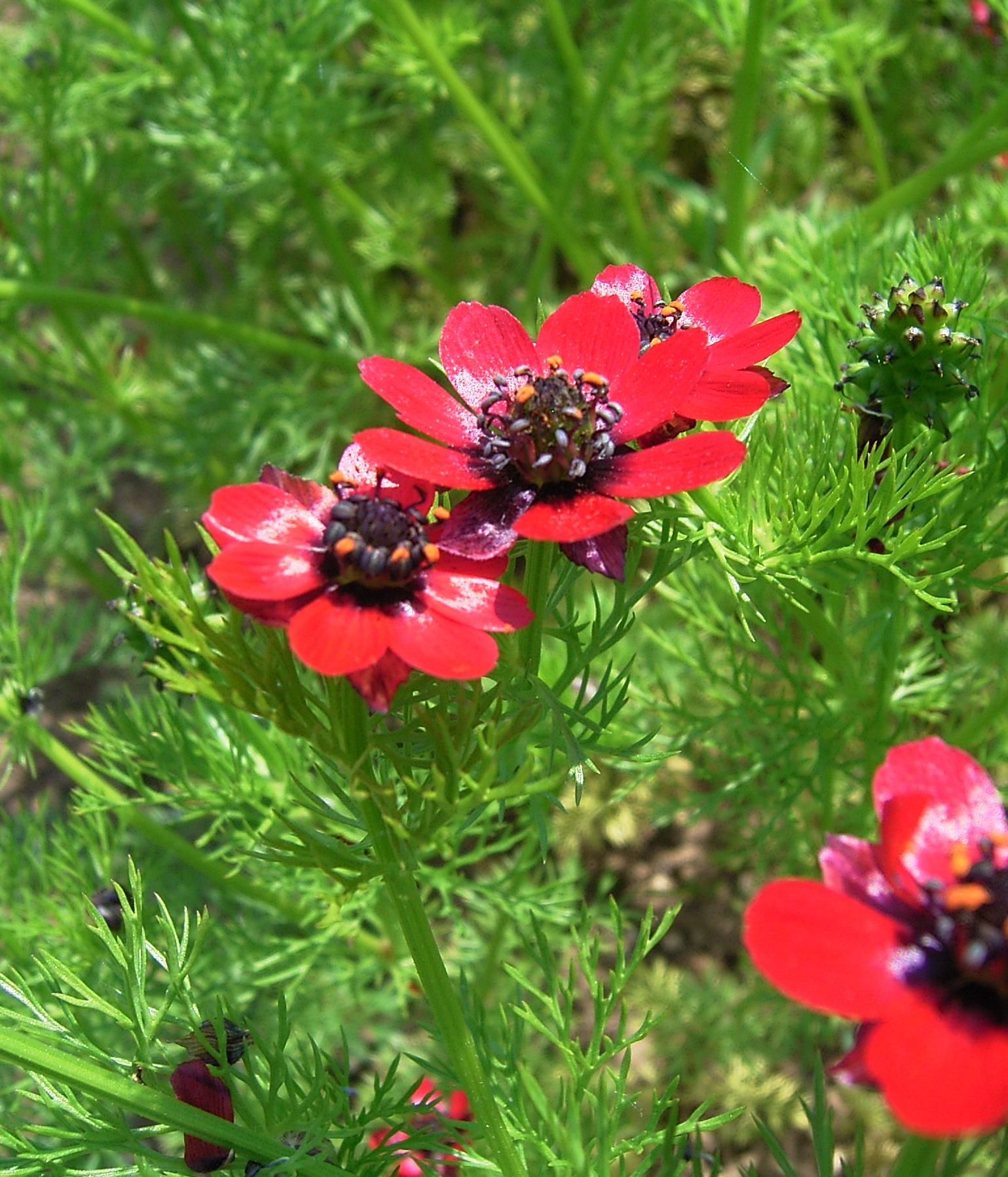
Adonis
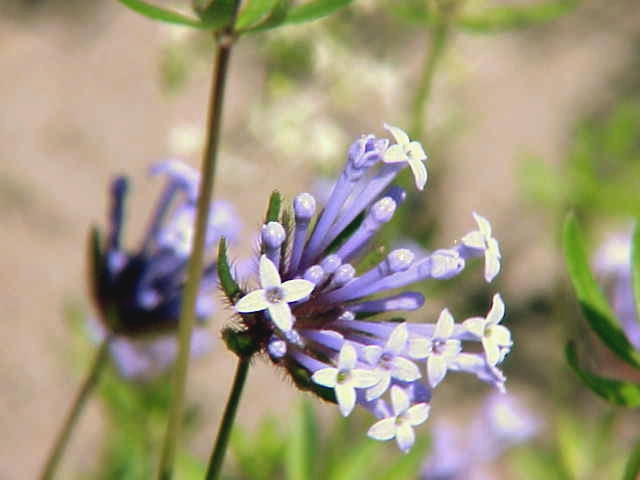
Asperula
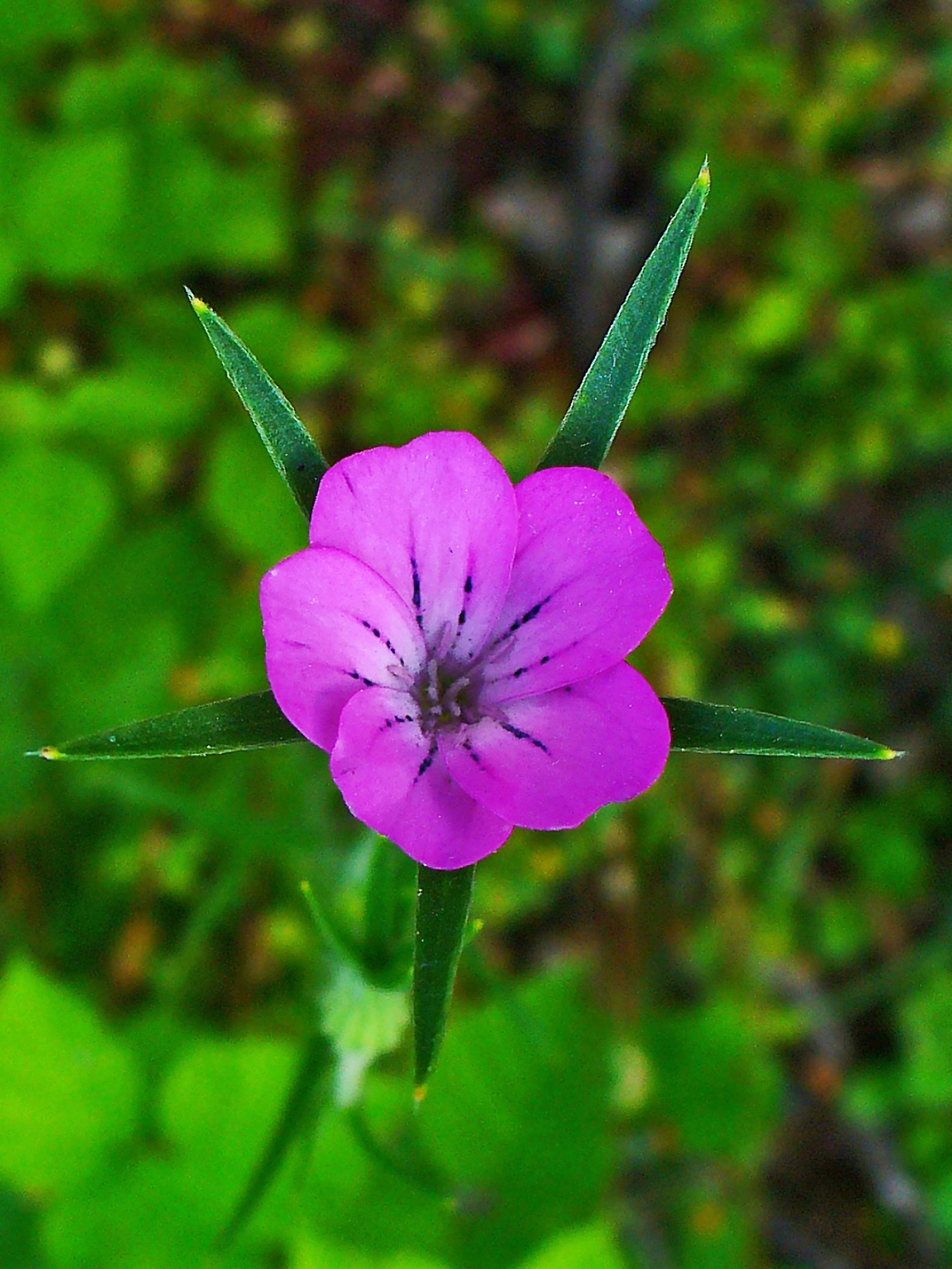
Gittaione

## I Funghi
- Lactarius deliciosus (Russulaceae) - Lattario o Lapacendro buono
- Lactarius sanguifluus (Russulaceae) - Russula sanguigna
- Boletus aerens (Boletaceae) - Porcino nero
- Cantharellus cibarius (Cantharellaceae) - Finferlo
- Tricholoma myomyces (Tricholomataceae) - Moretta del Ventoux

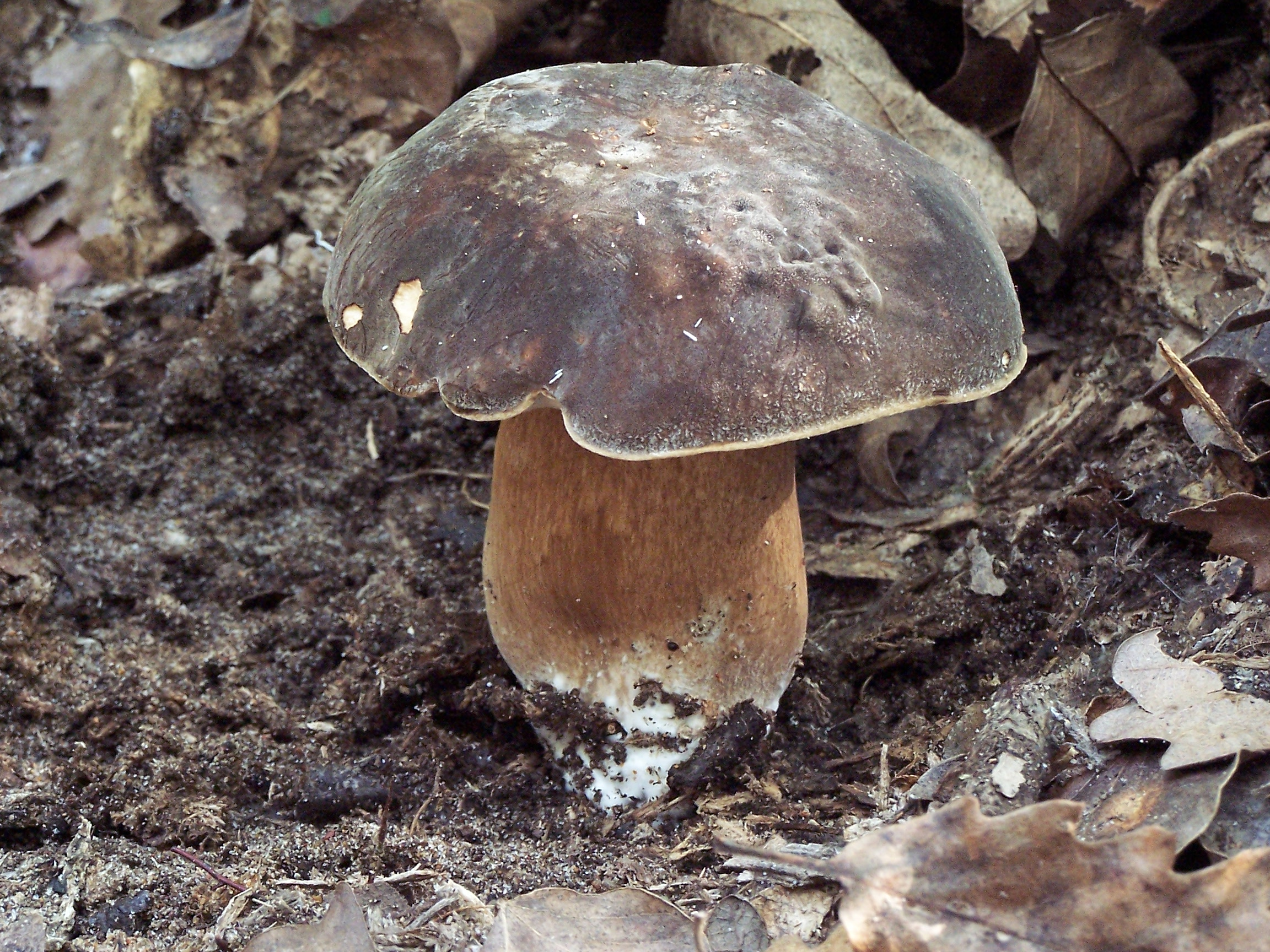
Porcino nero
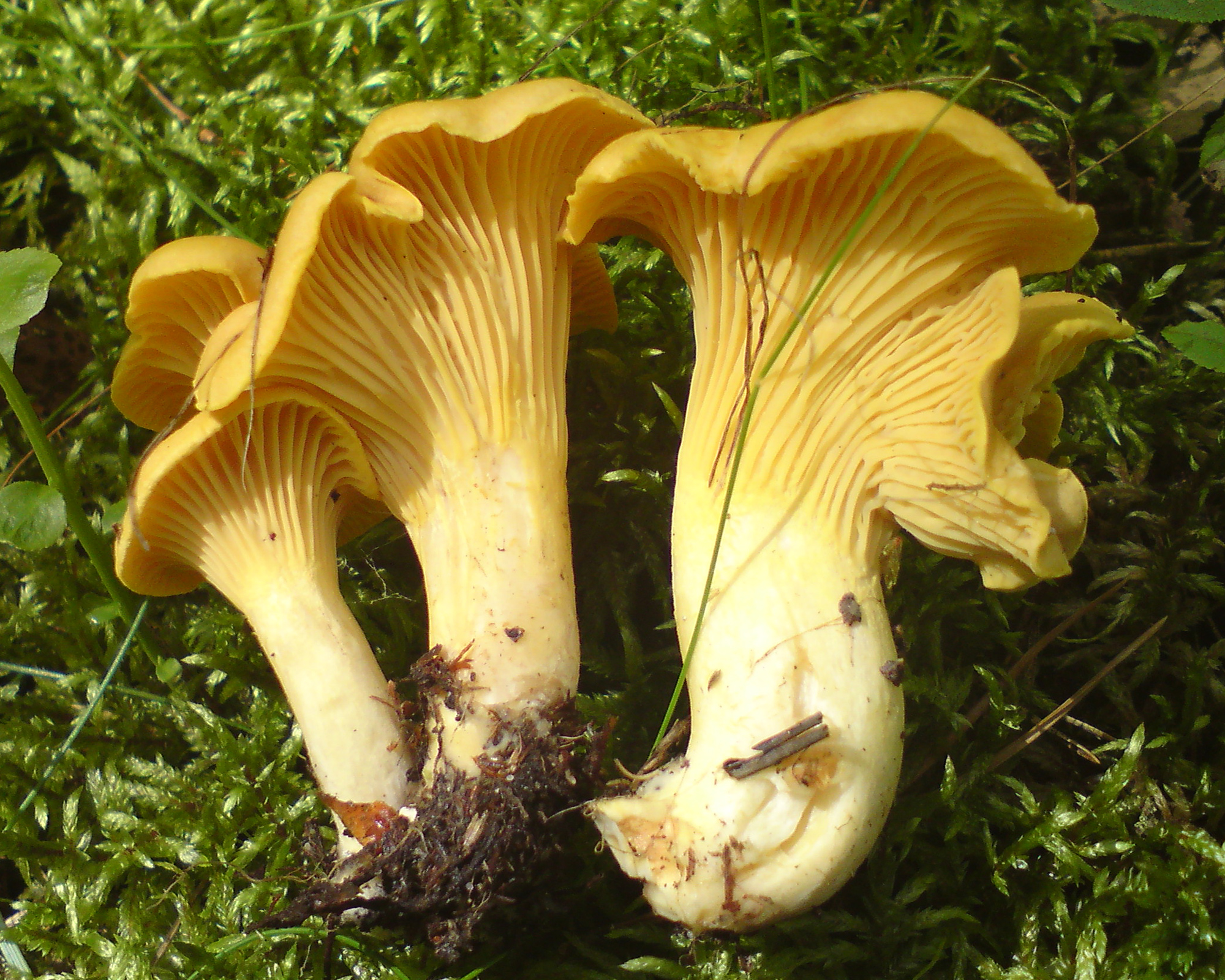
Finferlo
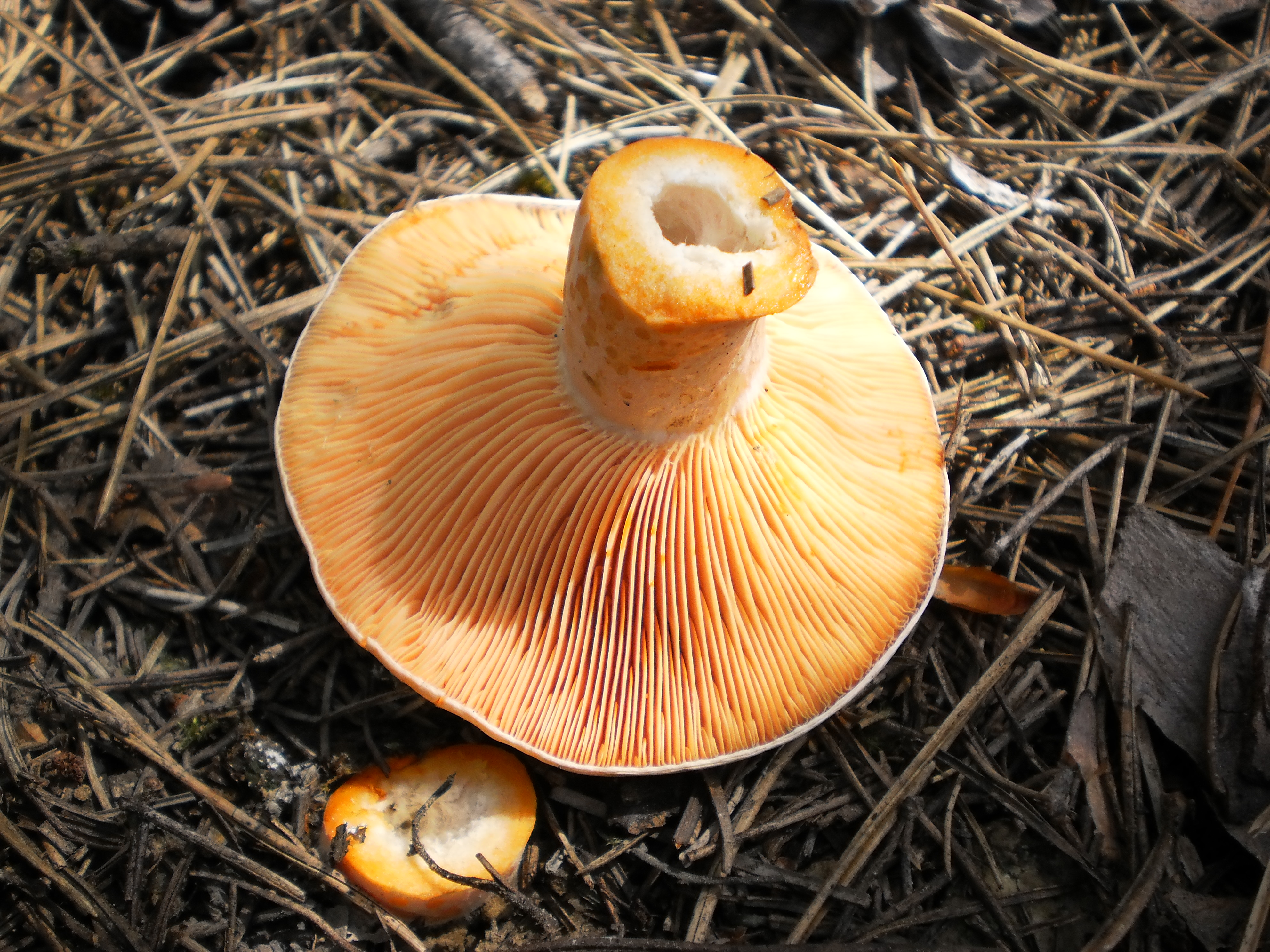
Lapacendro buono
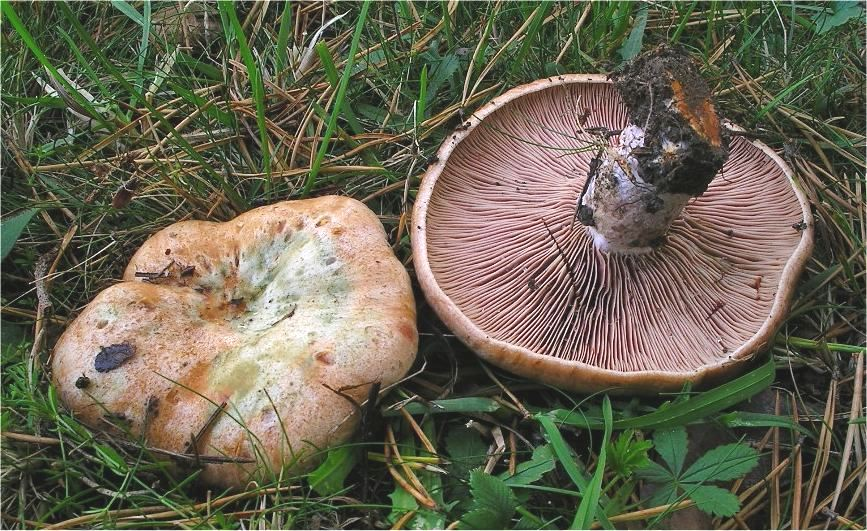
Russula sanguigna
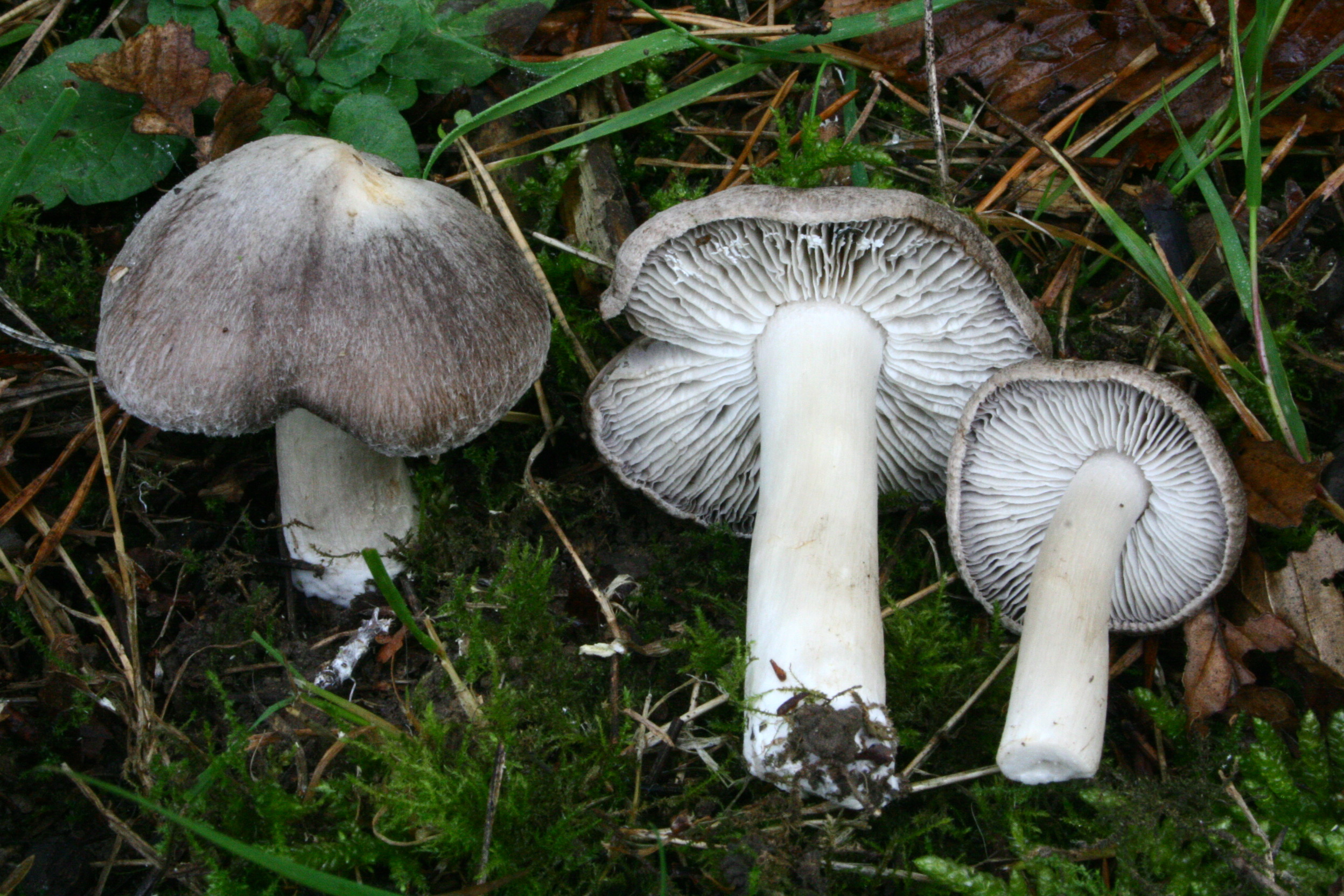
Moretta del Ventoux

## La Fauna

### Mammiferi
- Oryctolagus cuniculus (Leporidae) - Coniglio
- Lepus europaeus (Leporidae) - Lepre
- Vulpes vulpes (Canidae) - Volpe
- Sus scrofa (Suidae) - Cinghiale
- Cervus elaphus (Cervidae) - Cervo
- Rhinolophus ferrumequinum (Rhinolophidae) - Ferro di cavallo
- Rhinolophus hipposiderus (Rhinolophidae) - Ferro di cavallo minore
- Nyctalus leisleri (Vespertilionidae) - Nottola minore

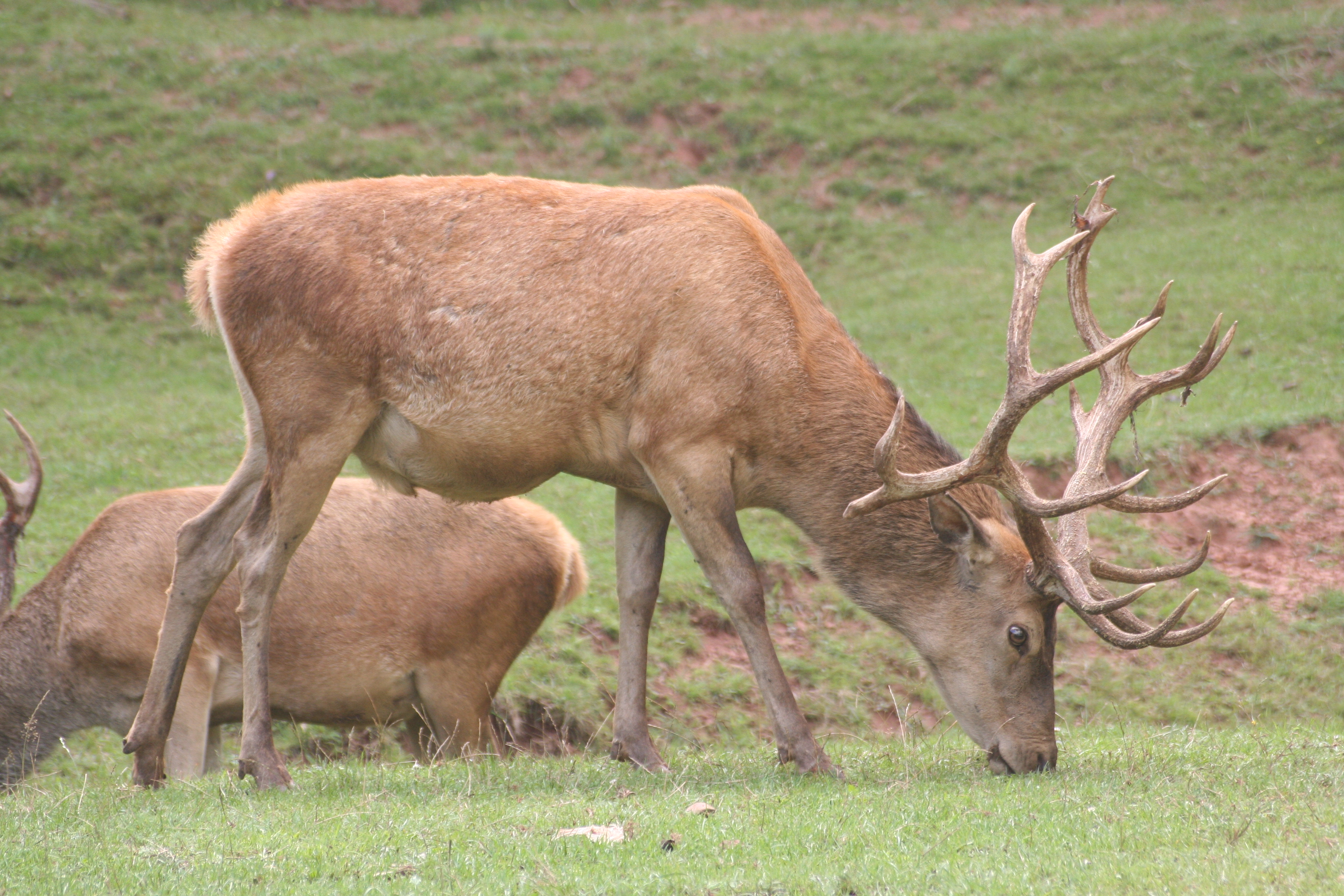
Cervo
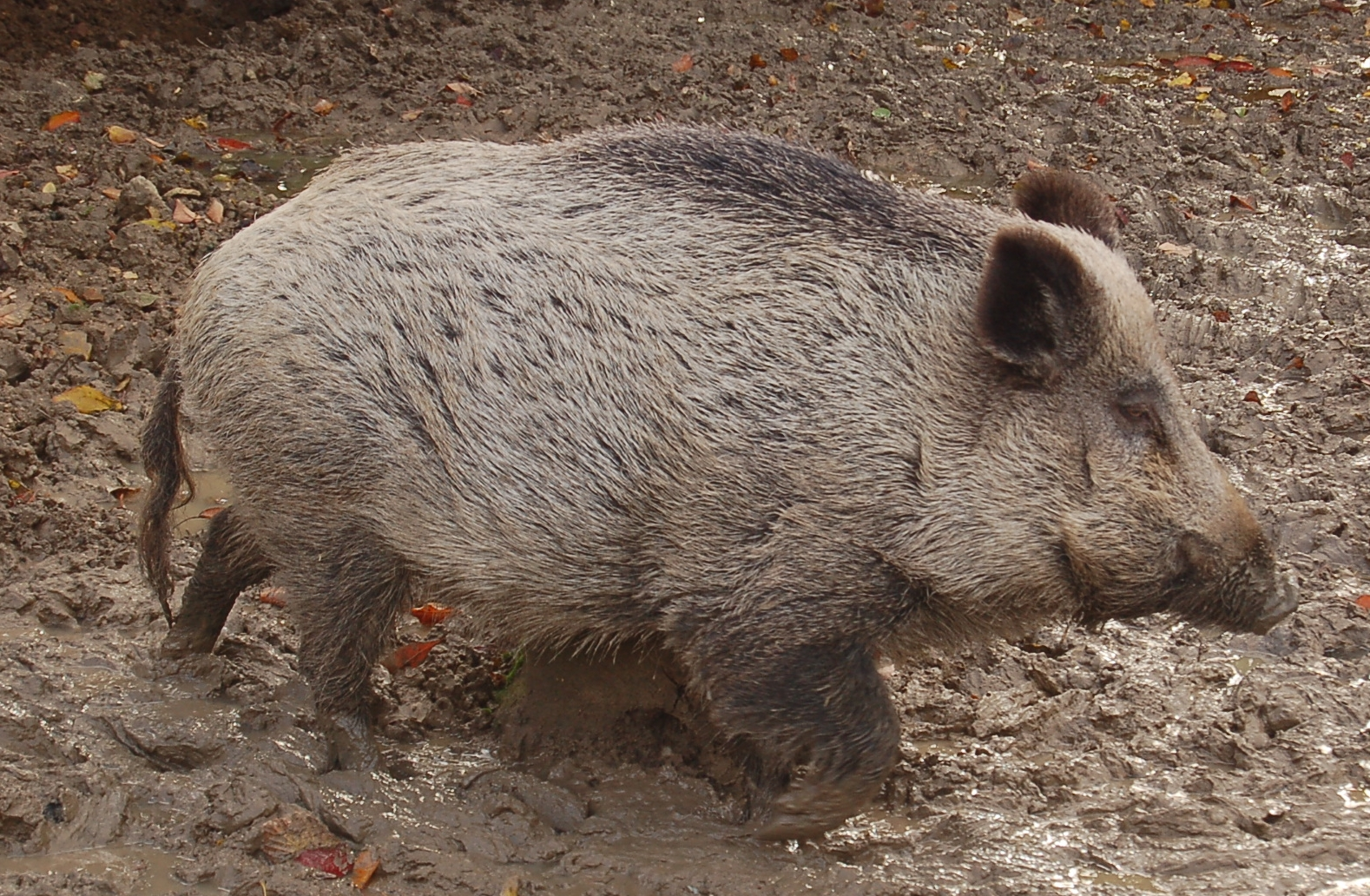
Cinghiale
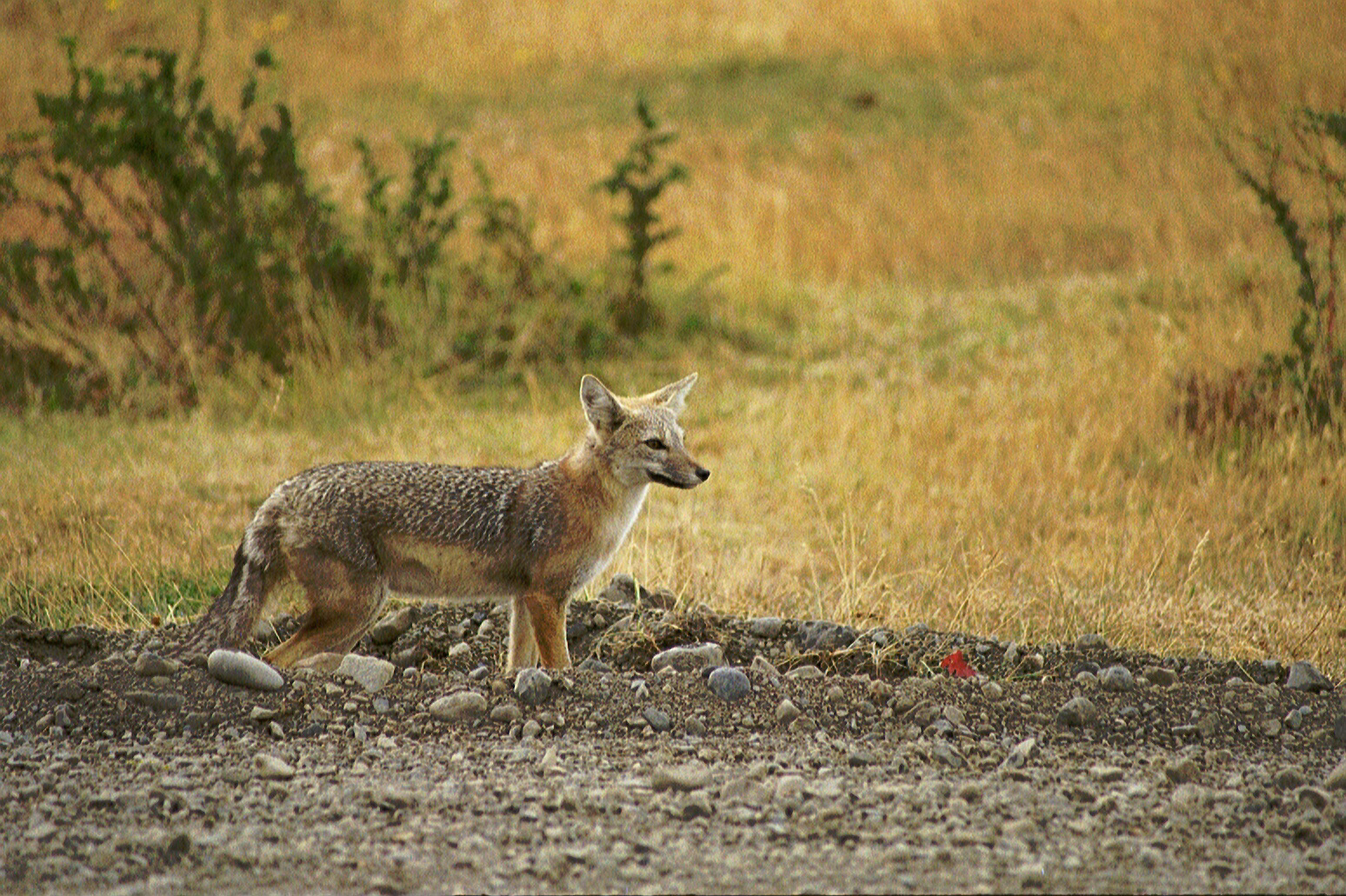
Volpe
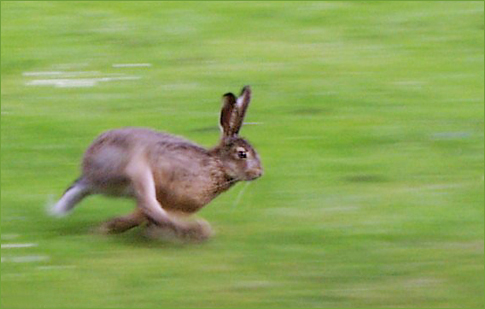
Lepre
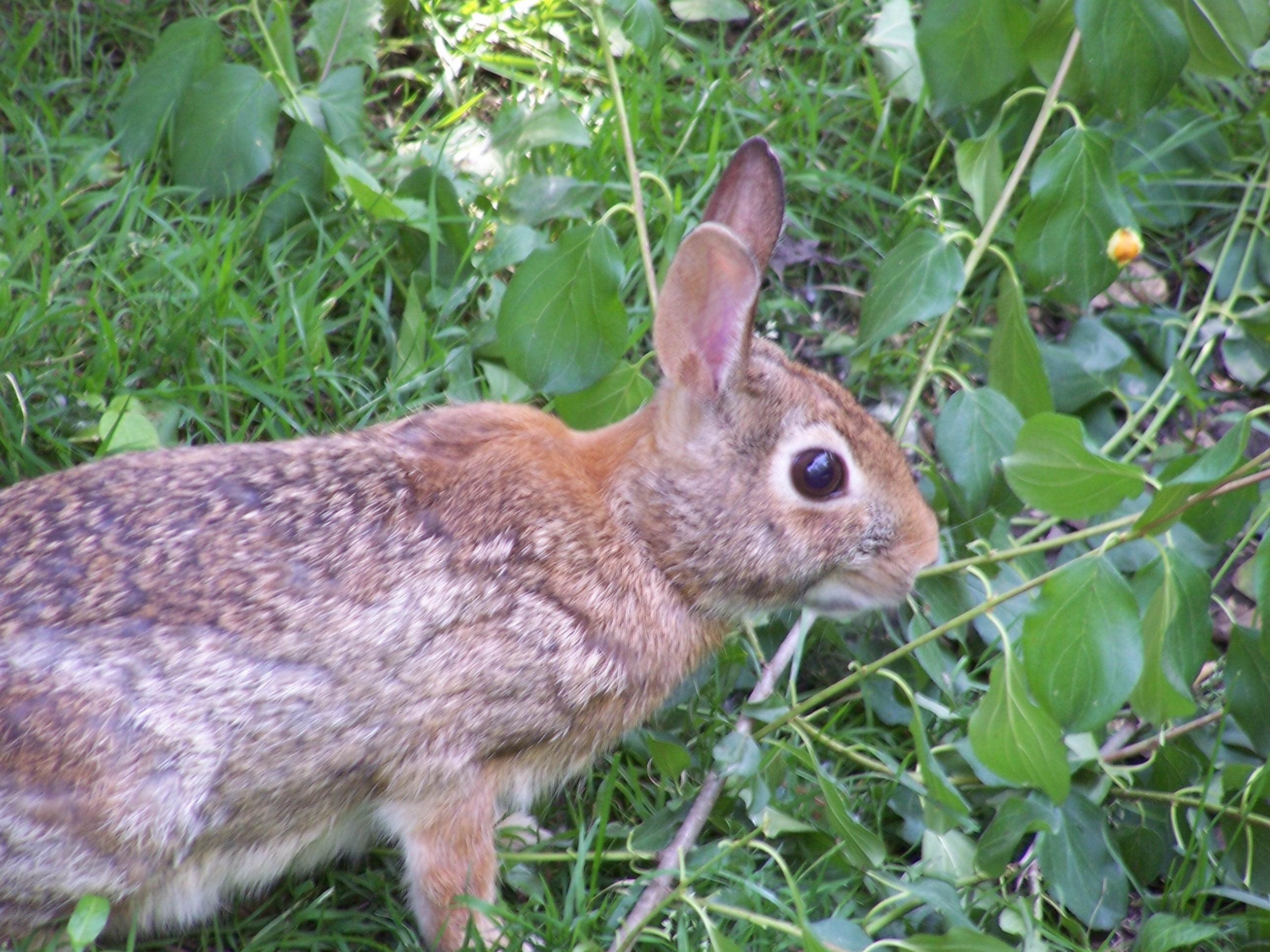
Coniglio
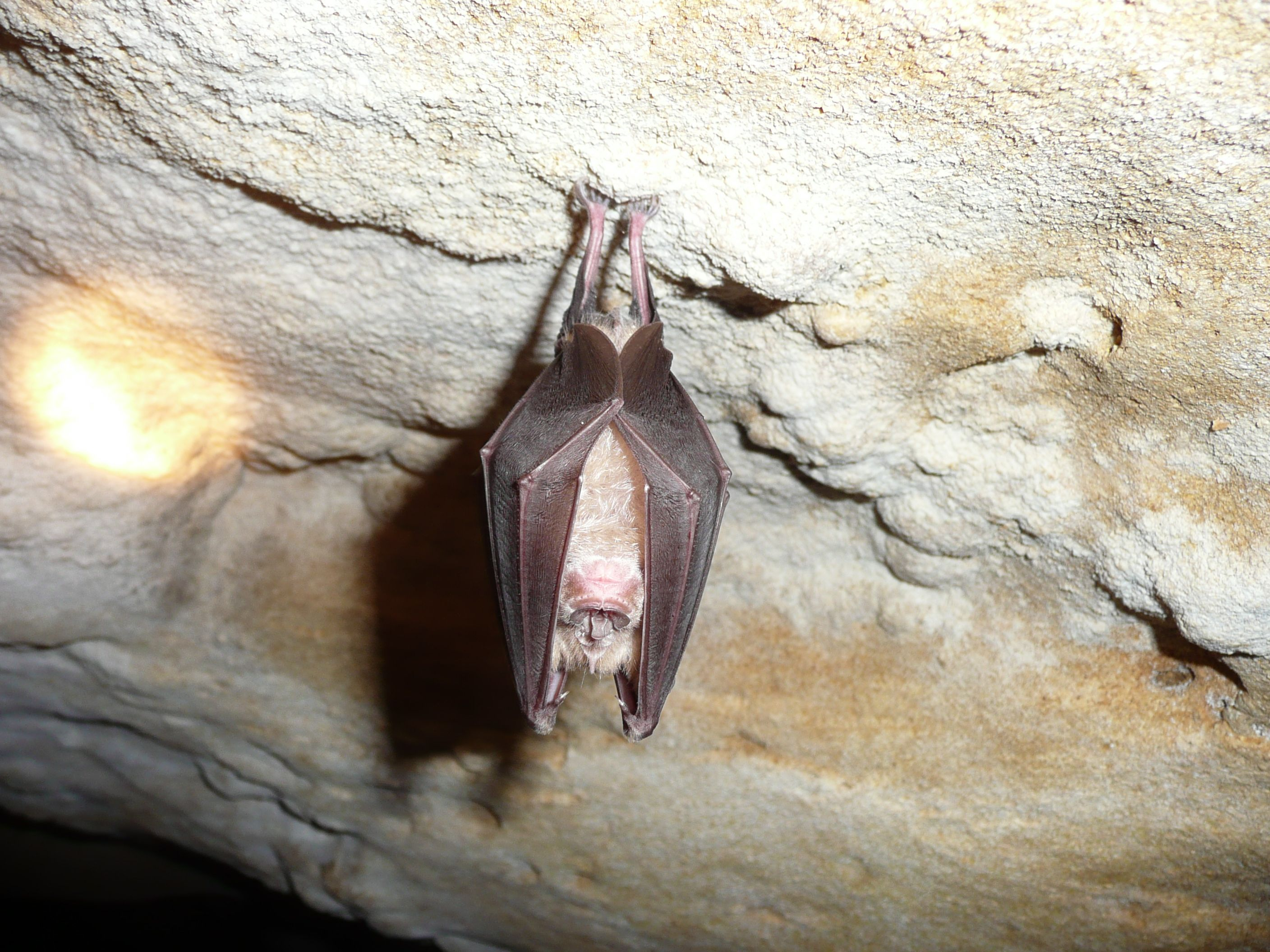
Ferro di cavallo
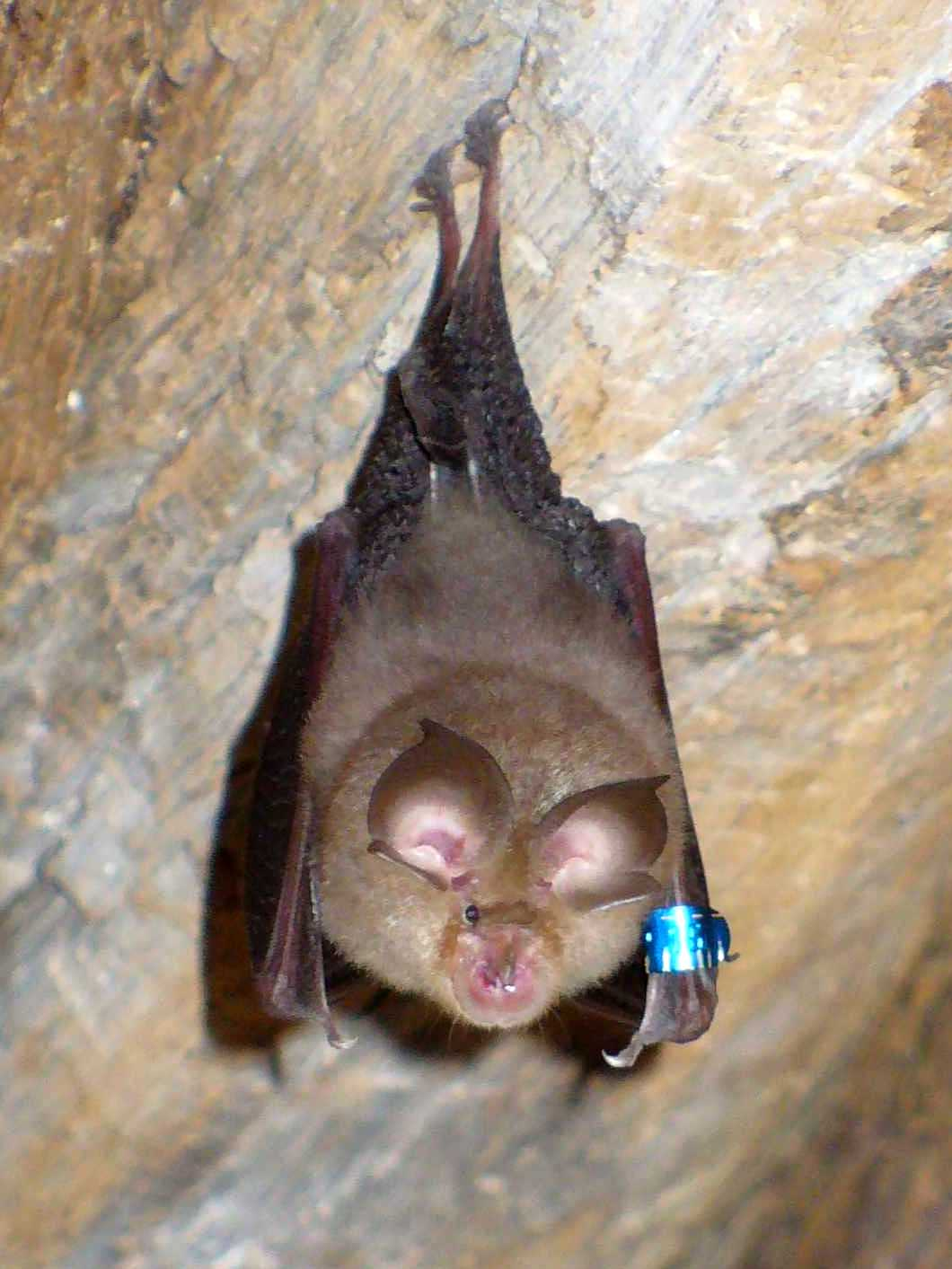
Ferro di cavallo minore
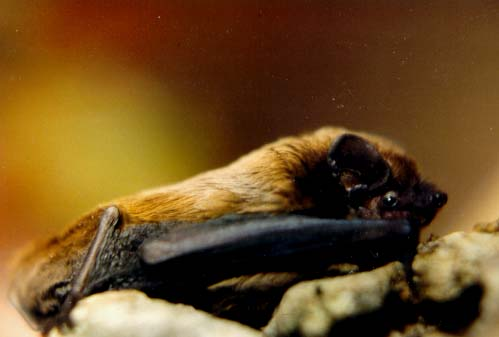
Nottola minore

### Batraci e Rettili
- Pelodytes punctaum (Pelodytidae) - Rospo maculato
- Vipera aspis (Viperidae) - Aspide

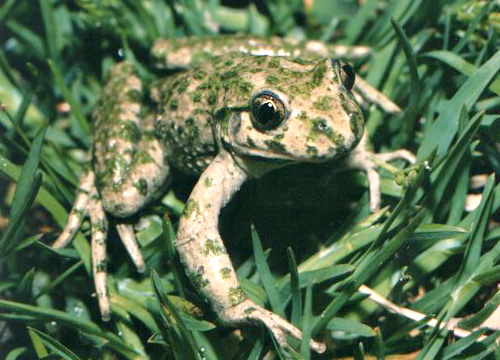
Rospo maculato
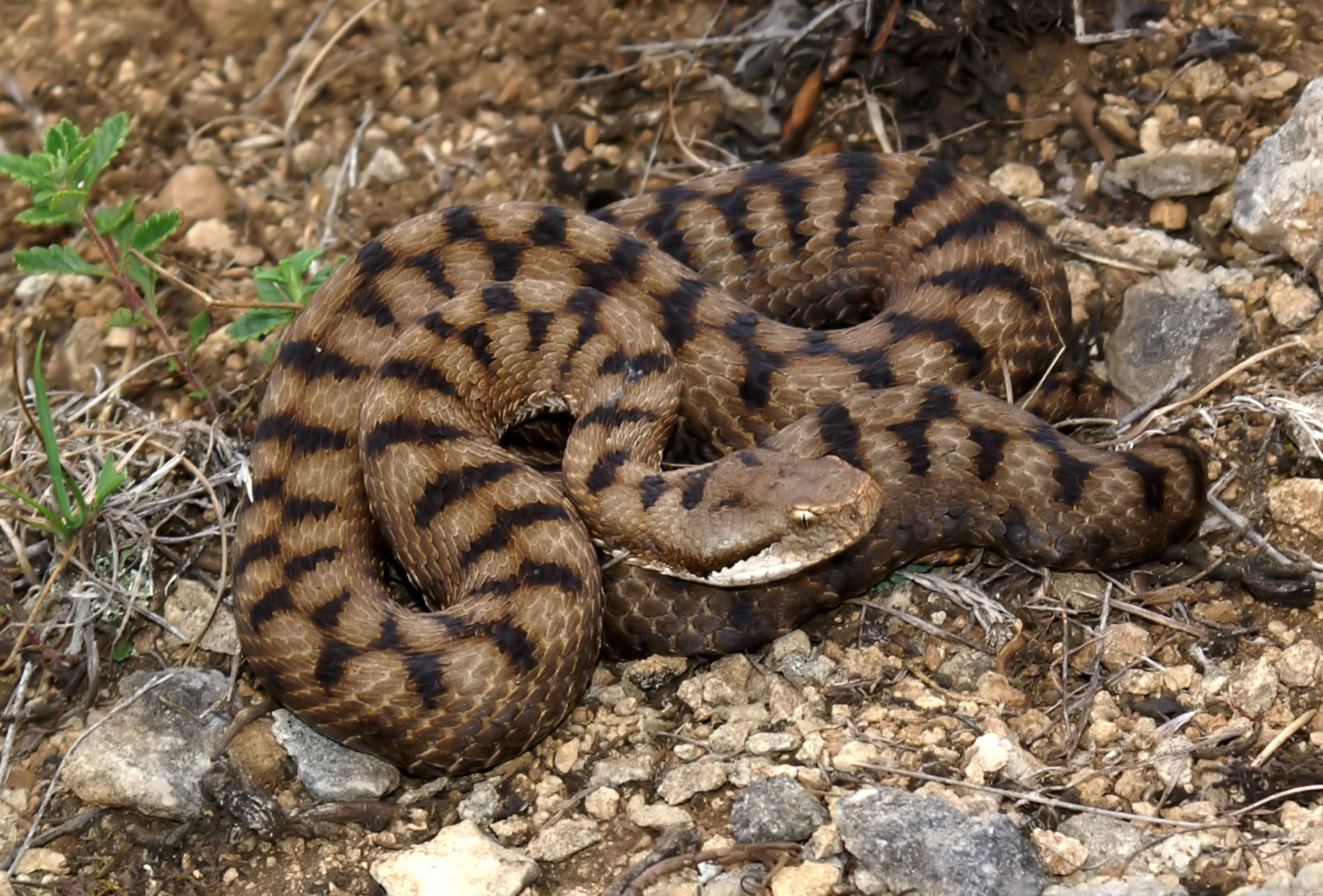
Aspide

### Uccelli
- Aquila chrysaetos (Accipitridae) - Aquila reale
- Hieraaetus pennatus (Accipitridae) - Aquila minore
- Accipiter gentilis (Accipitridae) - Astore
- Circus pygargus (Accipitridae) - Albarella minore
- Circaetus gallicus (Accipitridae) - Biancone
- Pernis apivorus (Accipitridae) - Adorno
- Falco subbuteo (Falconidae) - Lodolaio
- Bubo bubo (Strigidae) - Gufo reale
- Athene noctua (Strigidae) - Civetta
- Aegolius funereus (Strigidae) - Civetta capogrosso
- Otus scops (Strigidae) - Assiolo
- Lanius senator (Laniidae) - Averla capirossa
- Lanius collurio (Laniidae) - Averla minore
- Lanius minor (Laniidae) - Averla cinerina
- Emberiza cia (Emberizidae) - Zigolo muciatto

- Emberiza hortulana (Emberizidae) - Ortolano
- Emberiza calandra (Emberizidae) - Strillozzo
- Coturnix coturnix (Phasianidae) - Quaglia
- Dendrocopos minor (Picidae) - Picchio rosso minore
- Jynx torquilla (Picidae) - Torcicollo
- Petronia petronia (Passeridae) - Passera lagia
- Sylvia hortensis (Sylviidae) - Bigia rossa
- Tetrax tetrax (Otididae) - Otarda minore
- Scolopax rusticola (Scolopacidae) - Beccaccia
- Merops apiaster (Meropidae) - Gruccione
- Upupa epops (Upupidae) - Upupa
- Galerida cristata (Alaudidae) - Cappellaccia
- Crex crex (Rallidae) - Re di quaglia
- Burhinus oedicnemus (Burhinidae)- Occhione

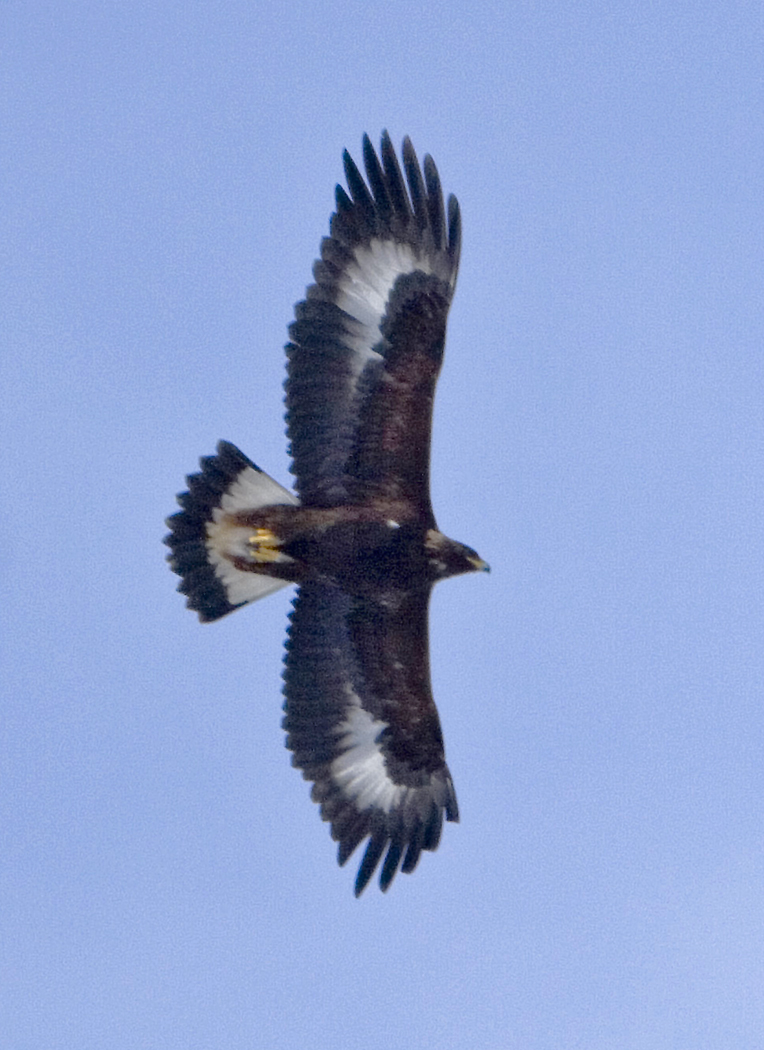
Aquila reale
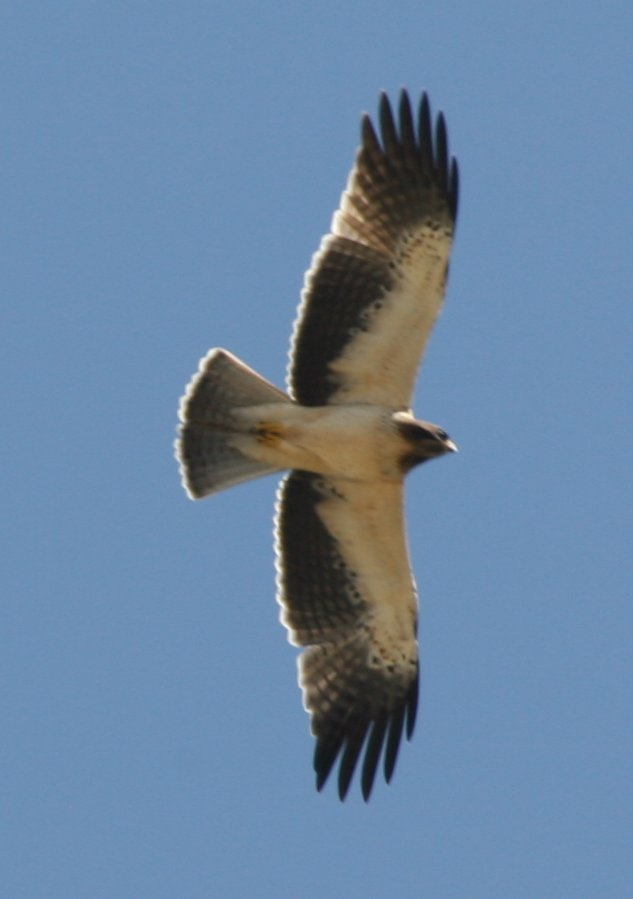
Aquila minore
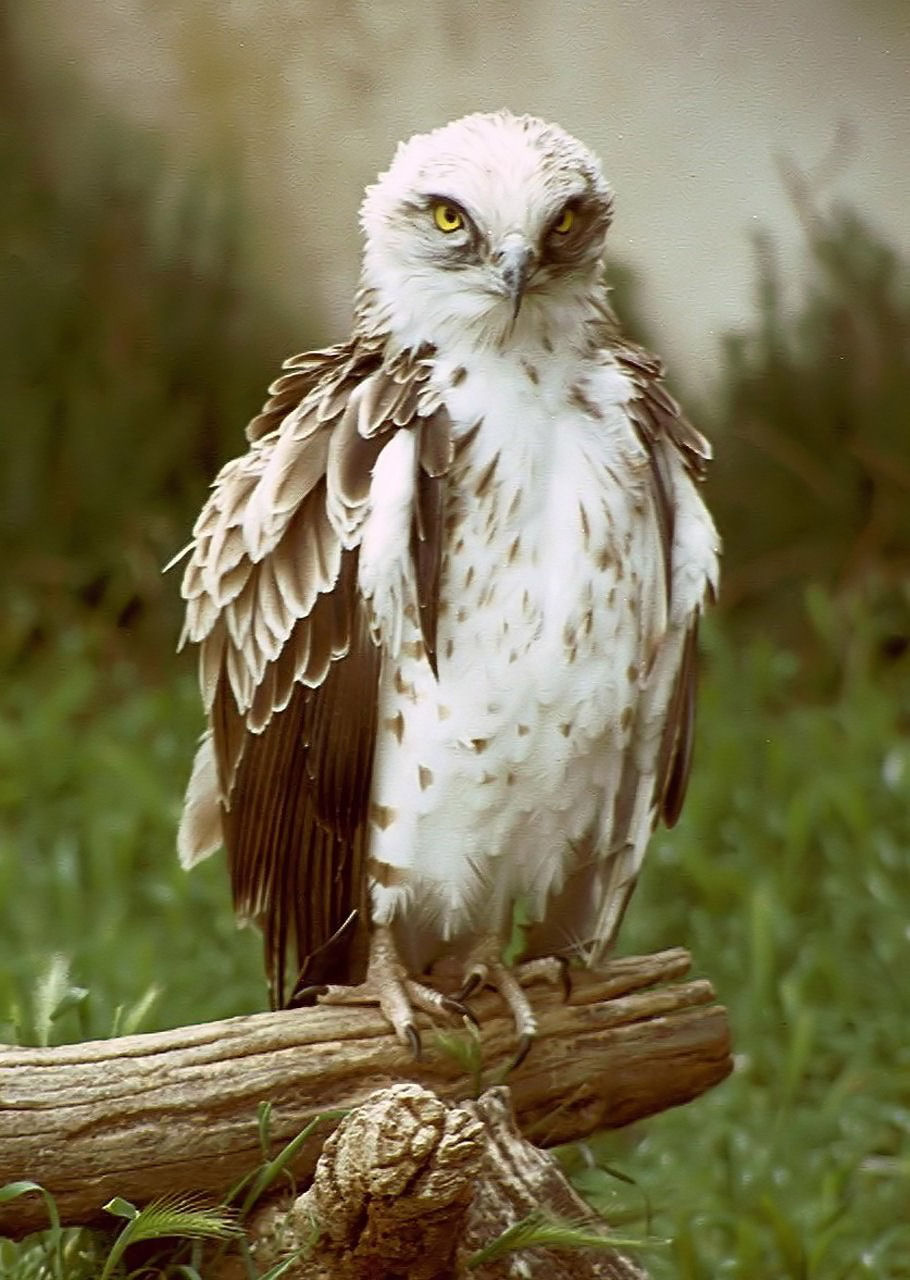
Biancone
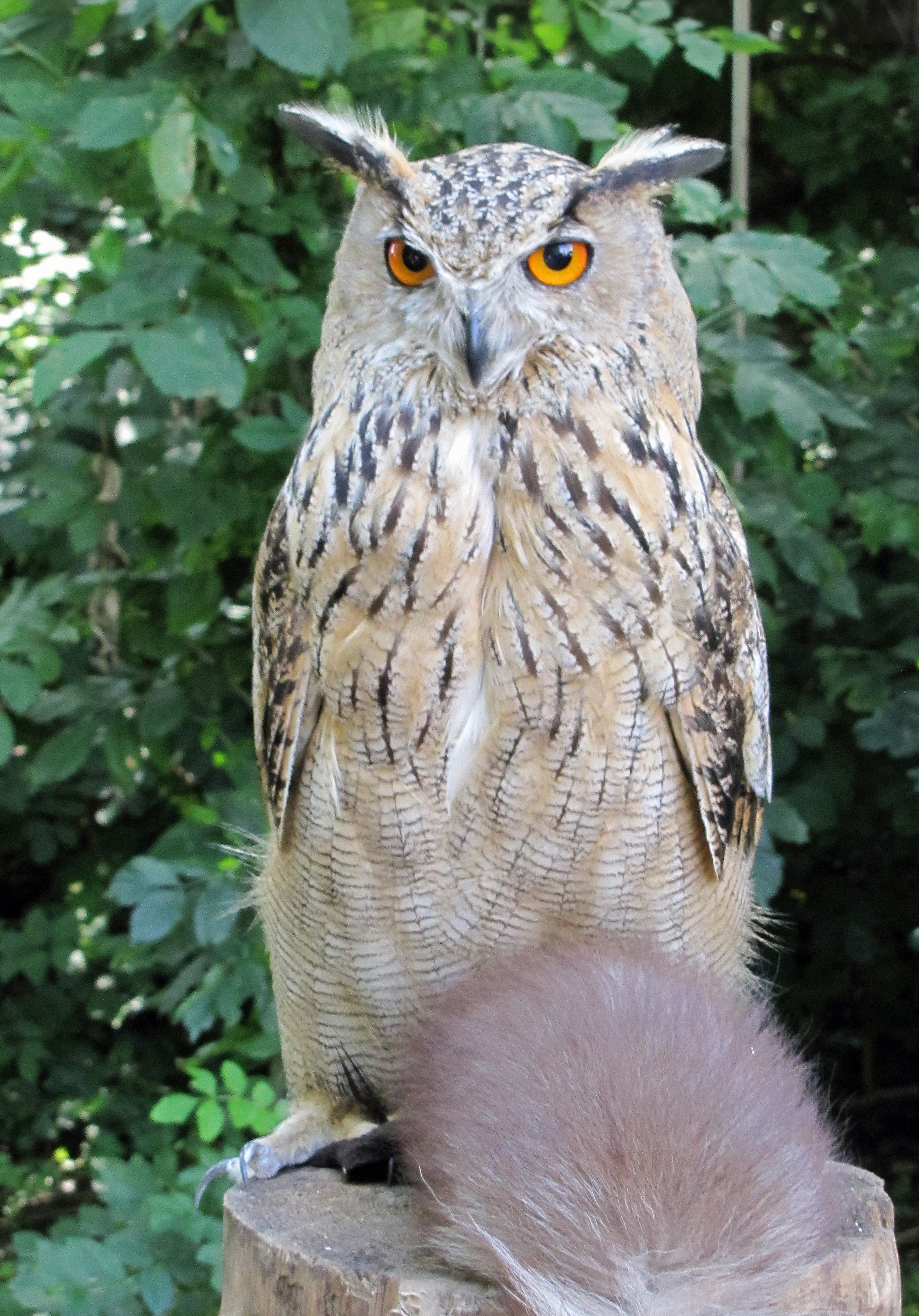
Gufo reale
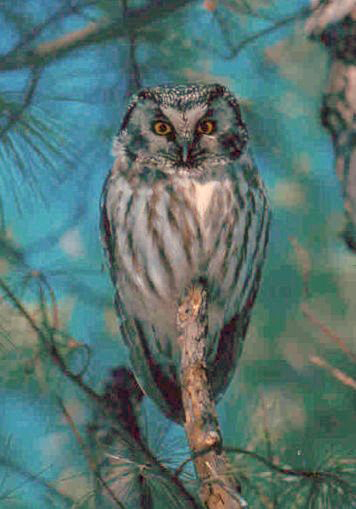
Civetta
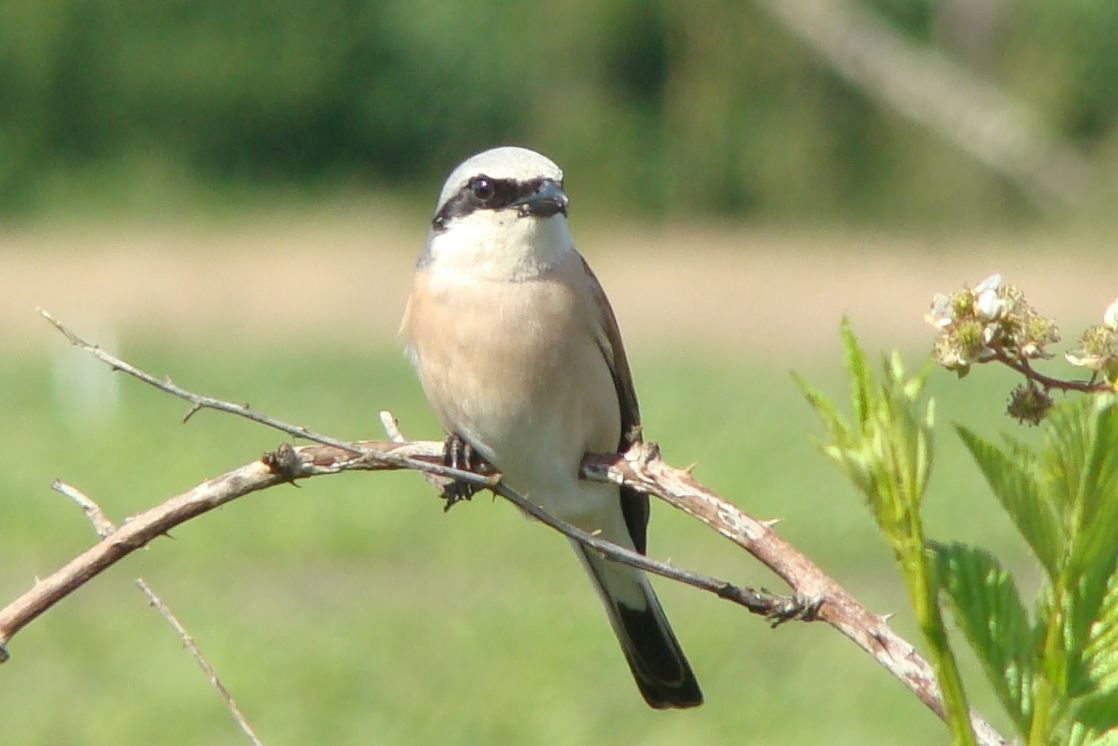
Averla piccola
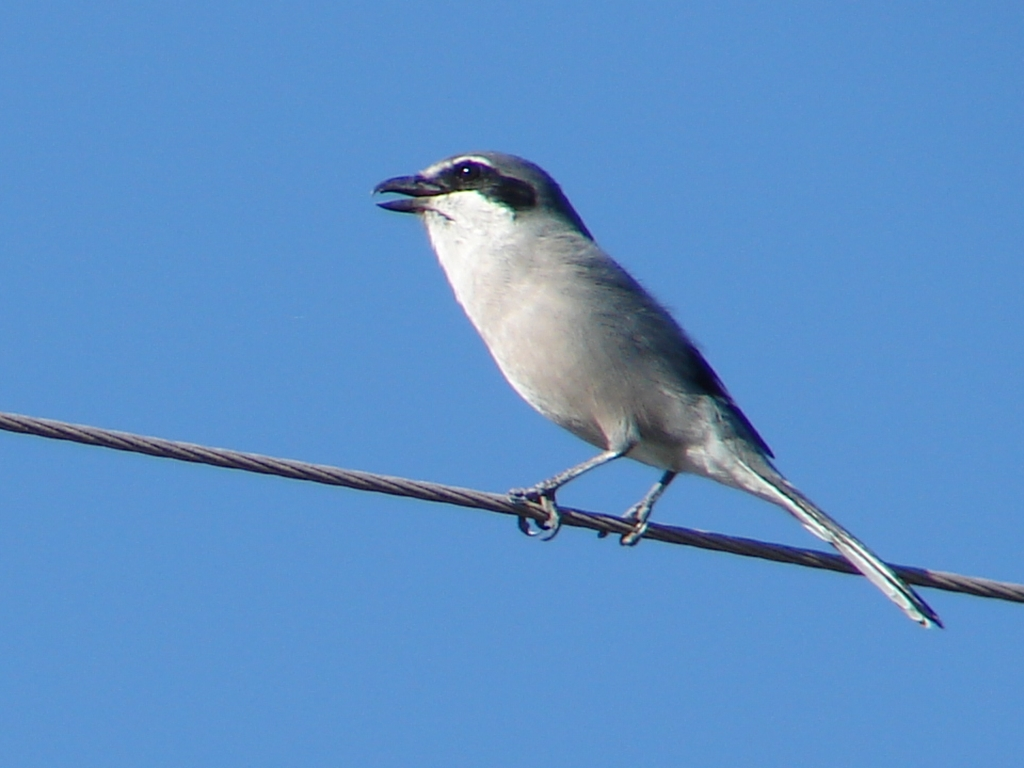
Averla capirossa
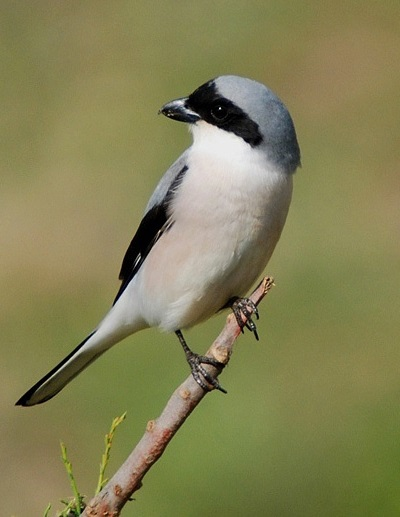
Averla cinerina
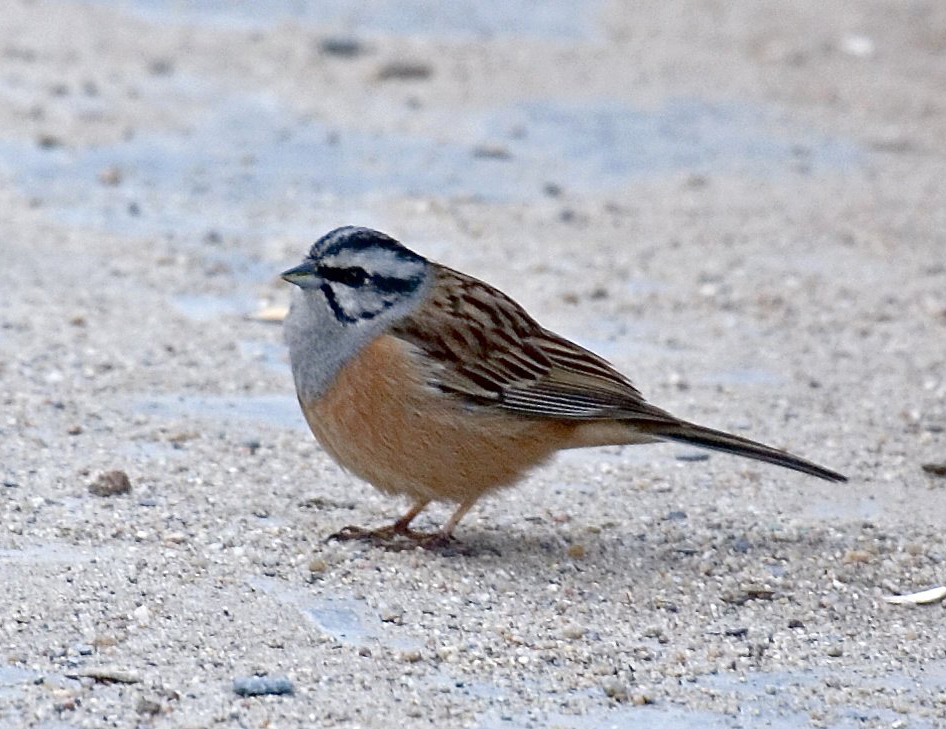
Zigolo muciatto
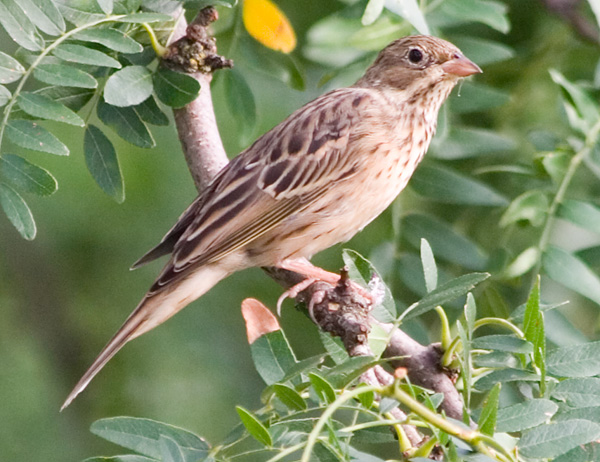
Ortolano
Gruccione
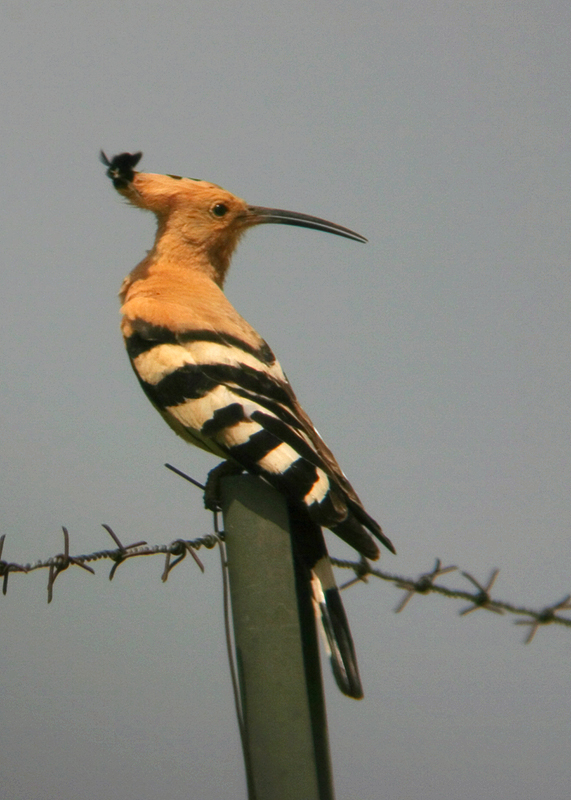
Upupa
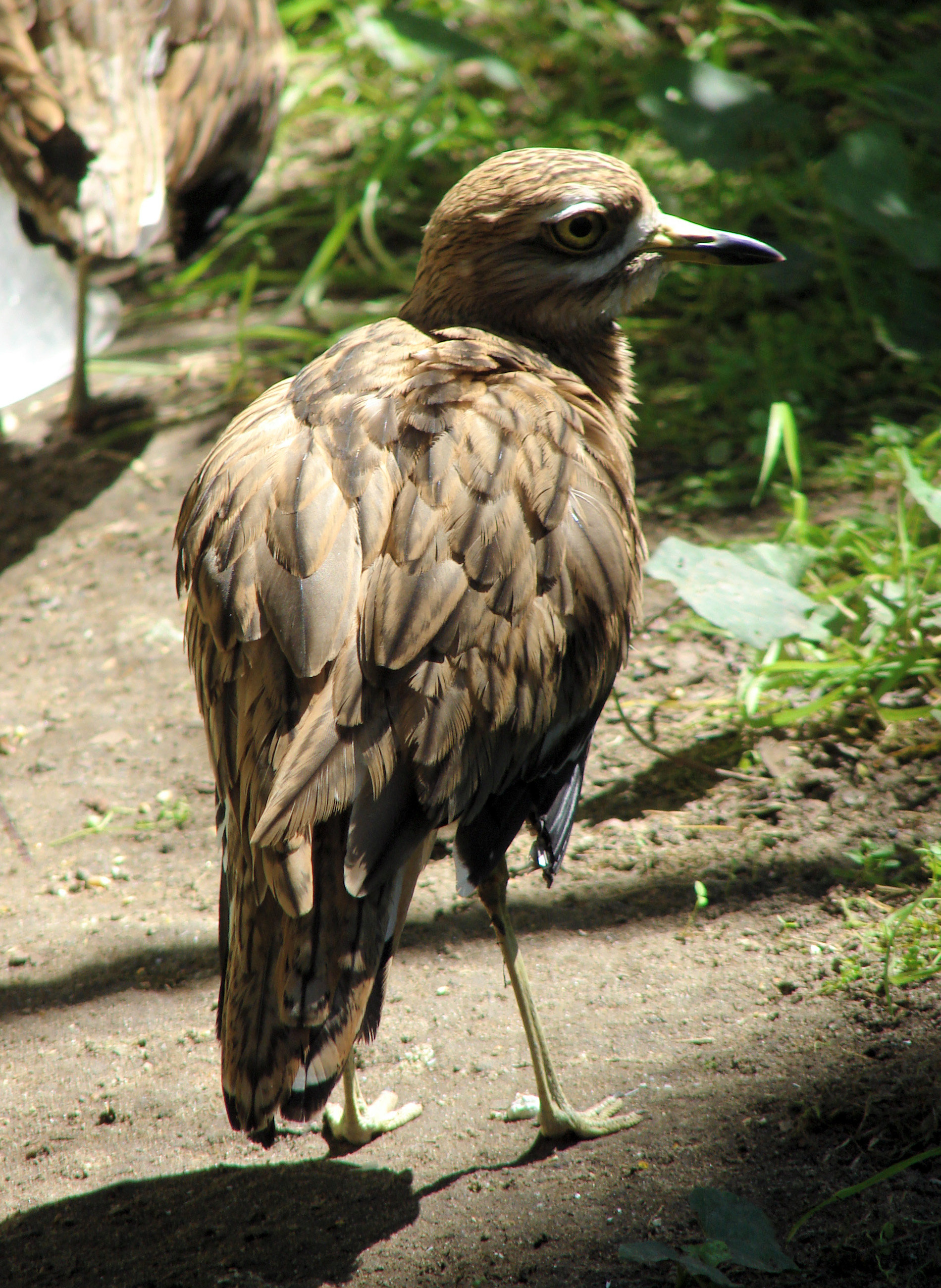
Occhione
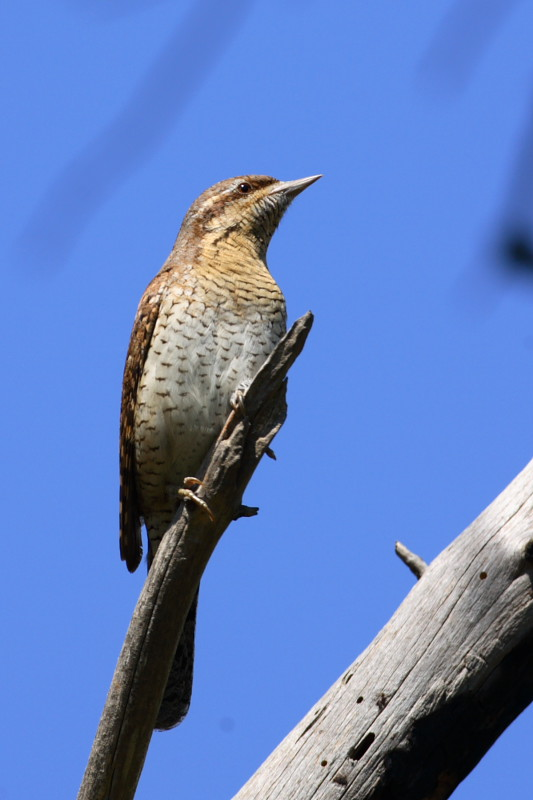
Torcicollo
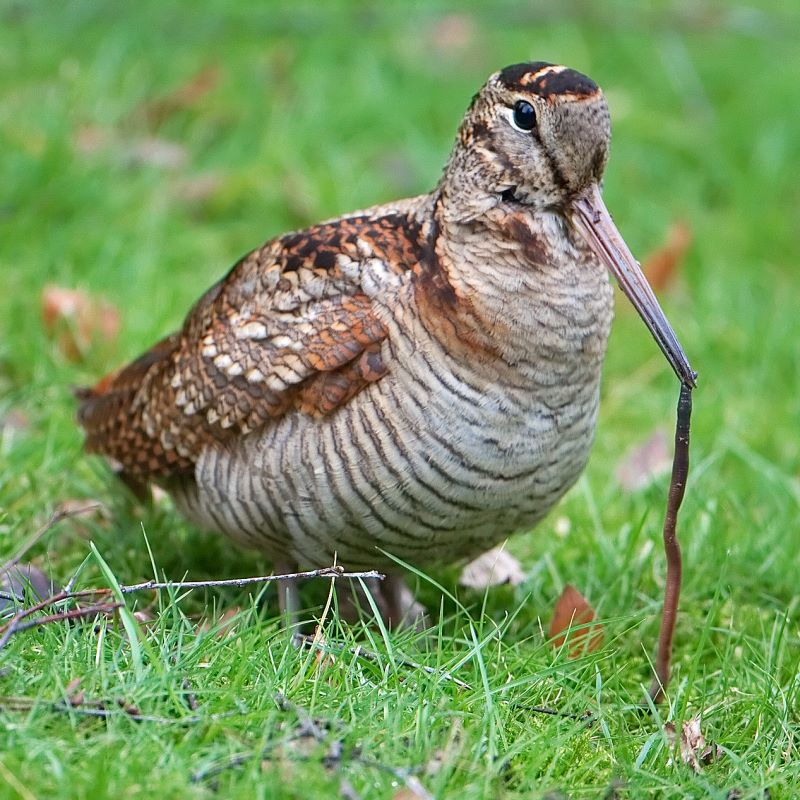
Beccaccia
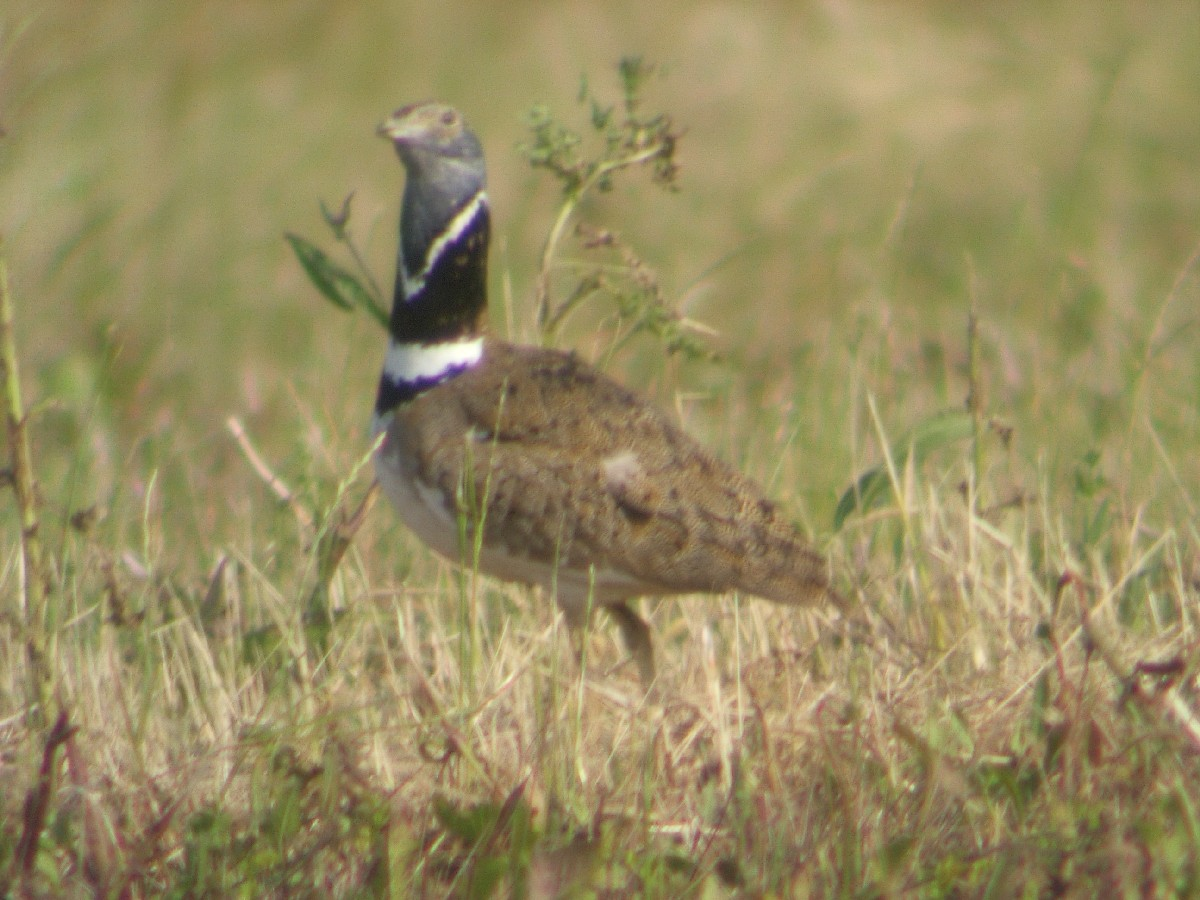
Otarda o Gallinella prataiola

## Galleria d'immagini

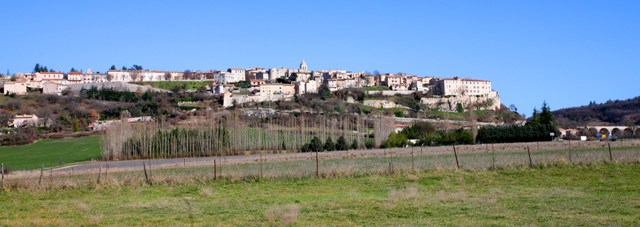
Sault
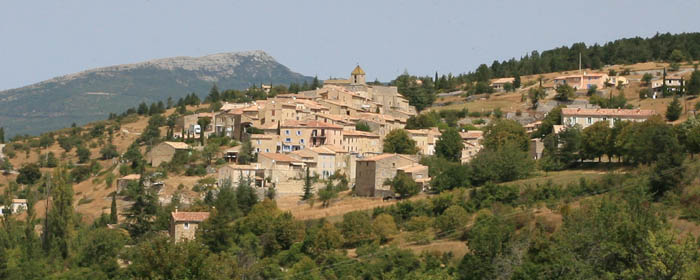
Aurel

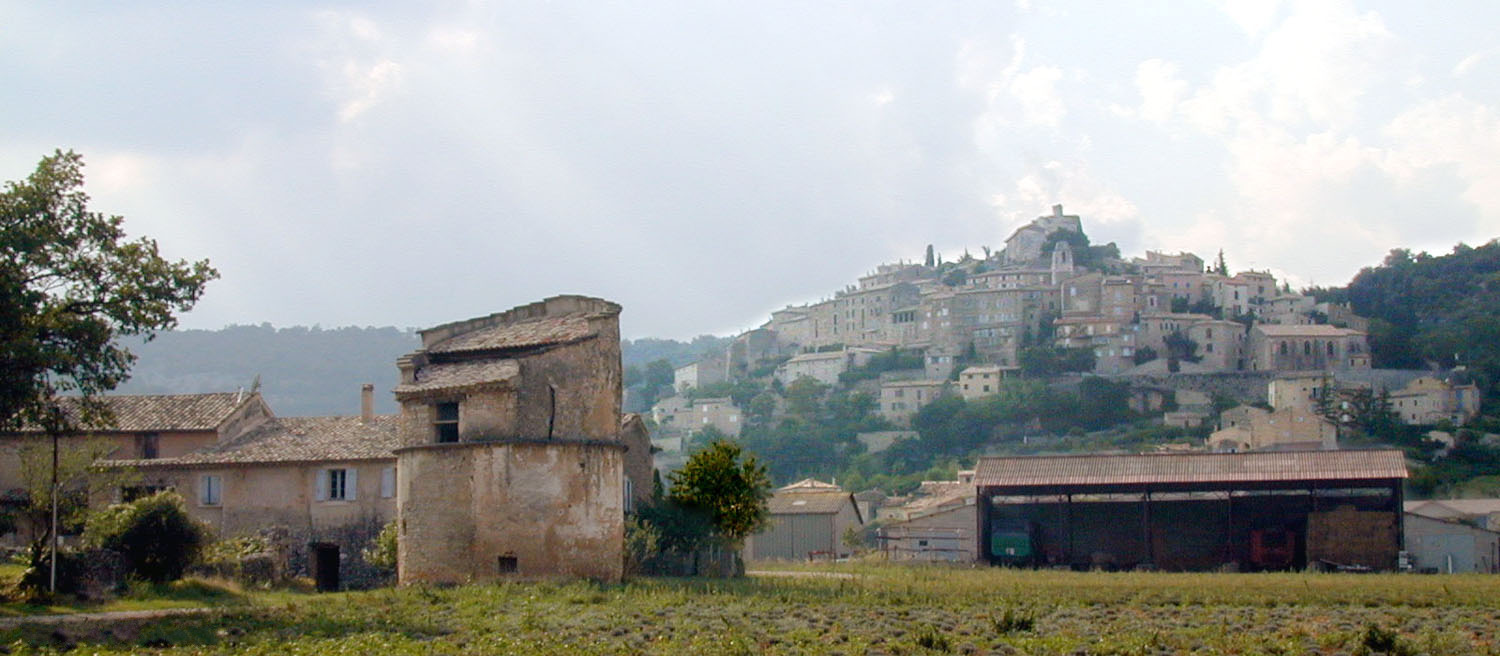
Simiane-la-Rotonde
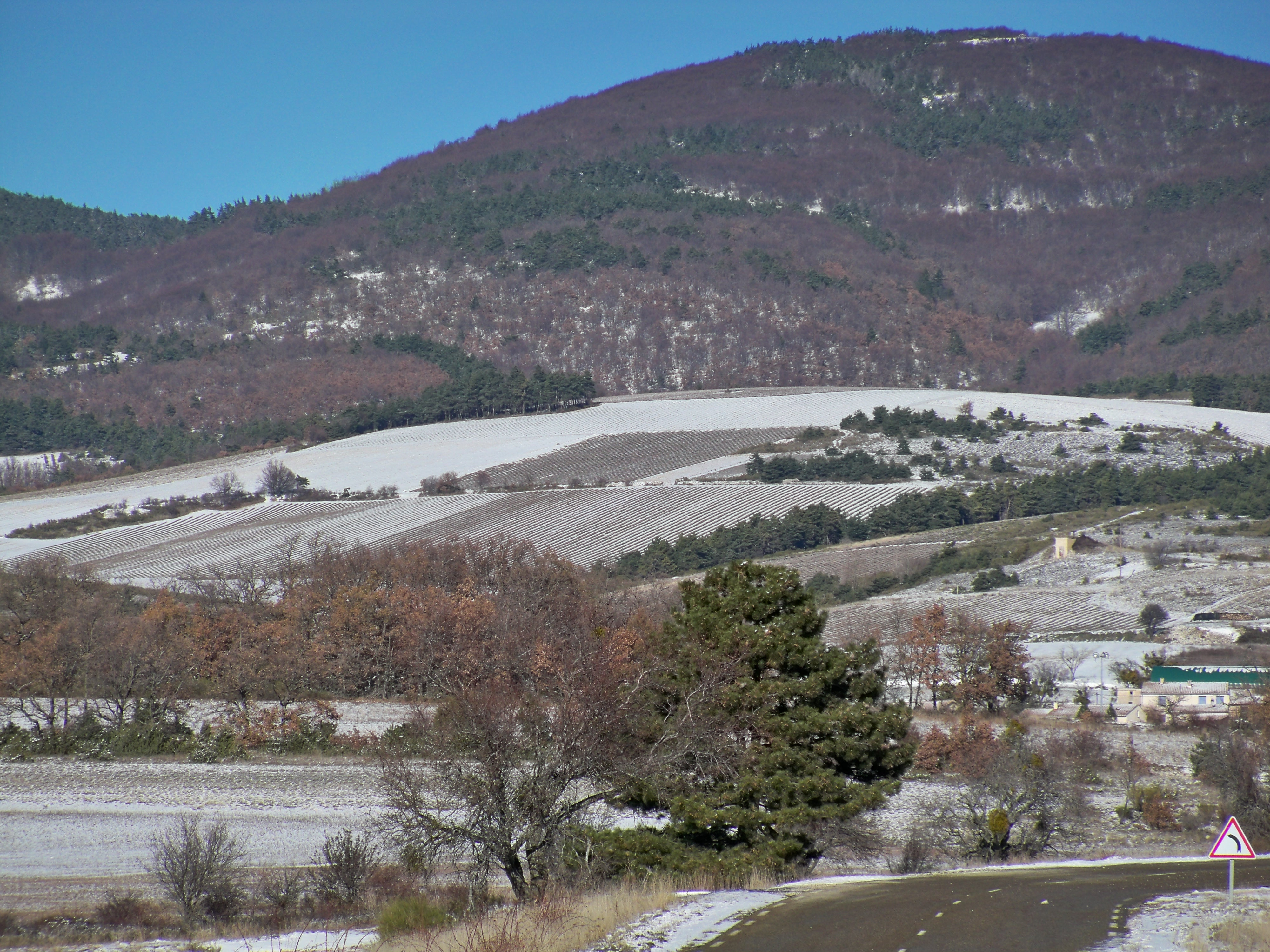
L'inizio del Plateau a Saint-Trinit
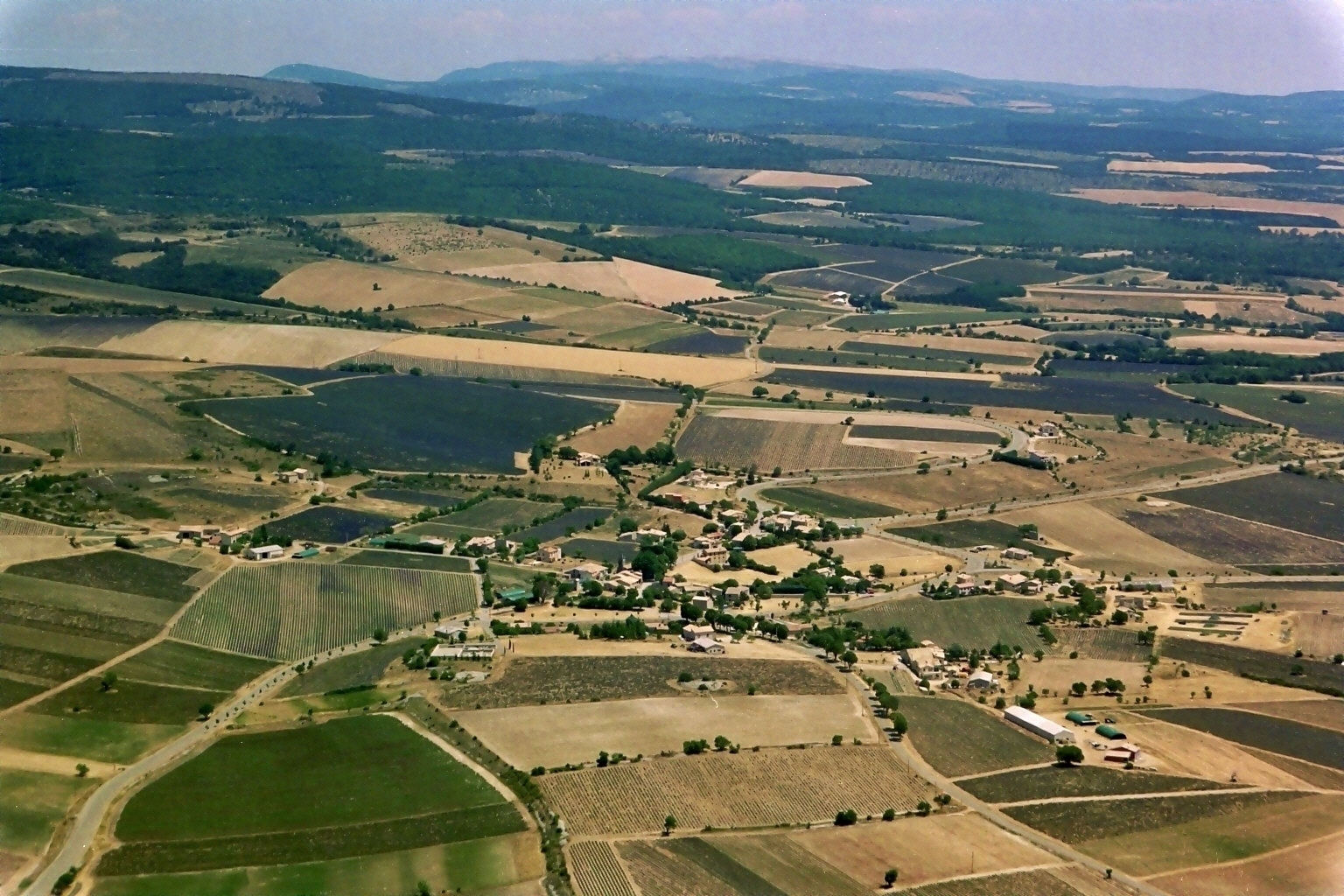
Veduta aerea su Ferrassières